# Lista de asteroides (383001-384000)
Esta é uma lista parcial de asteroides, do asteroide número 383001 até o 384000, inclusive. Veja também o índice com todas as listas disponíveis.

| Objeto Próximos à Terra | Cinturão de asteroides (interno) | Cinturão de asteroides (externo) | Centauro       |
| Cruzador de Marte       | Cinturão de asteroides (meio)    | Troianos de Júpiter              | Transnetuniano |

Veja mais dados de cada asteroide na ligação externa para o Minor Planet Center na última coluna.
Índice: 383001... 383101... 383201... 383301... 383401... 383501... 383601... 383701... 383801... 383901... 

## 383001–383100
| Designação     | Designação | Descoberta  | Descoberta       | Descobridor(es)     | Categoria | Mais informações / Referência |
| Permanente     | Provisória | Data        | Local            | Descobridor(es)     | Categoria | Mais informações / Referência |
| -------------- | ---------- | ----------- | ---------------- | ------------------- | --------- | ----------------------------- |
| 383001         | 2005 JO133 | 14 mai 2005 | Kitt Peak        | Spacewatch          | Brangane  | MPC                           |
| 383002         | 2005 JW137 | 13 mai 2005 | Kitt Peak        | Spacewatch          | —         | MPC                           |
| 383003         | 2005 JW149 | 3 mai 2005  | Kitt Peak        | Spacewatch          | —         | MPC                           |
| 383004         | 2005 LA9   | 1 jun 2005  | Mount Lemmon     | Mount Lemmon Survey | —         | MPC                           |
| 383005         | 2005 LR10  | 3 jun 2005  | Catalina         | CSS                 | —         | MPC                           |
| 383006         | 2005 LE19  | 8 jun 2005  | Kitt Peak        | Spacewatch          | —         | MPC                           |
| 383007         | 2005 LT38  | 11 jun 2005 | Kitt Peak        | Spacewatch          | —         | MPC                           |
| 383008         | 2005 LU47  | 14 jun 2005 | Mount Lemmon     | Mount Lemmon Survey | —         | MPC                           |
| 383009         | 2005 ML11  | 27 jun 2005 | Kitt Peak        | Spacewatch          | —         | MPC                           |
| 383010         | 2005 MY12  | 29 jun 2005 | Catalina         | CSS                 | —         | MPC                           |
| 383011         | 2005 MS17  | 27 jun 2005 | Kitt Peak        | Spacewatch          | —         | MPC                           |
| 383012         | 2005 MF27  | 29 jun 2005 | Kitt Peak        | Spacewatch          | —         | MPC                           |
| 383013         | 2005 MS30  | 29 jun 2005 | Palomar          | NEAT                | —         | MPC                           |
| 383014         | 2005 ML31  | 30 jun 2005 | Palomar          | NEAT                | —         | MPC                           |
| 383015         | 2005 MS35  | 30 jun 2005 | Kitt Peak        | Spacewatch          | Brangane  | MPC                           |
| 383016         | 2005 ME39  | 28 jun 2005 | Palomar          | NEAT                | —         | MPC                           |
| 383017         | 2005 MW42  | 29 jun 2005 | Palomar          | NEAT                | —         | MPC                           |
| 383018         | 2005 MD43  | 30 jun 2005 | Kitt Peak        | Spacewatch          | —         | MPC                           |
| 383019         | 2005 NR9   | 1 jul 2005  | Kitt Peak        | Spacewatch          | —         | MPC                           |
| 383020         | 2005 NW14  | 2 jul 2005  | Kitt Peak        | Spacewatch          | Mitidika  | MPC                           |
| 383021         | 2005 NY17  | 4 jul 2005  | Socorro          | LINEAR              | —         | MPC                           |
| 383022         | 2005 NC20  | 16 jun 2005 | Kitt Peak        | Spacewatch          | —         | MPC                           |
| 383023         | 2005 NJ43  | 5 jul 2005  | Palomar          | NEAT                | —         | MPC                           |
| 383024         | 2005 NQ50  | 5 jul 2005  | Mount Lemmon     | Mount Lemmon Survey | —         | MPC                           |
| 383025         | 2005 ND55  | 10 jul 2005 | Kitt Peak        | Spacewatch          | —         | MPC                           |
| 383026         | 2005 NV61  | 11 jul 2005 | Kitt Peak        | Spacewatch          | —         | MPC                           |
| 383027         | 2005 NQ74  | 9 jul 2005  | Kitt Peak        | Spacewatch          | Mitidika  | MPC                           |
| 383028         | 2005 NK76  | 10 jul 2005 | Kitt Peak        | Spacewatch          | —         | MPC                           |
| 383029         | 2005 NM98  | 9 jul 2005  | Kitt Peak        | Spacewatch          | —         | MPC                           |
| 383030         | 2005 NL123 | 9 jul 2005  | Kitt Peak        | Spacewatch          | —         | MPC                           |
| 383031         | 2005 NS125 | 4 jul 2005  | Siding Spring    | SSS                 | —         | MPC                           |
| 383032         | 2005 OK20  | 28 jul 2005 | Palomar          | NEAT                | Mitidika  | MPC                           |
| 383033         | 2005 OX31  | 26 jul 2005 | Palomar          | NEAT                | —         | MPC                           |
| 383034         | 2005 PH24  | 10 ago 2005 | Cerro Tololo     | M. W. Buie          | Mitidika  | MPC                           |
| 383035         | 2005 QV2   | 24 ago 2005 | Palomar          | NEAT                | —         | MPC                           |
| 383036         | 2005 QN3   | 24 ago 2005 | Palomar          | NEAT                | —         | MPC                           |
| 383037         | 2005 QC8   | 24 ago 2005 | Palomar          | NEAT                | Mitidika  | MPC                           |
| 383038         | 2005 QX12  | 24 ago 2005 | Palomar          | NEAT                | —         | MPC                           |
| 383039         | 2005 QJ18  | 25 ago 2005 | Palomar          | NEAT                | Mitidika  | MPC                           |
| 383040         | 2005 QW19  | 26 ago 2005 | Campo Imperatore | CINEOS              | —         | MPC                           |
| 383041         | 2005 QQ32  | 25 ago 2005 | Palomar          | NEAT                | —         | MPC                           |
| 383042         | 2005 QZ39  | 26 ago 2005 | Palomar          | NEAT                | —         | MPC                           |
| 383043         | 2005 QA49  | 26 ago 2005 | Palomar          | NEAT                | —         | MPC                           |
| 383044         | 2005 QY51  | 27 ago 2005 | Anderson Mesa    | LONEOS              | —         | MPC                           |
| 383045         | 2005 QK55  | 28 ago 2005 | Kitt Peak        | Spacewatch          | —         | MPC                           |
| 383046         | 2005 QT57  | 24 ago 2005 | Palomar          | NEAT                | —         | MPC                           |
| 383047         | 2005 QA60  | 25 ago 2005 | Palomar          | NEAT                | Mitidika  | MPC                           |
| 383048         | 2005 QL62  | 26 ago 2005 | Palomar          | NEAT                | —         | MPC                           |
| 383049         | 2005 QA65  | 26 ago 2005 | Palomar          | NEAT                | —         | MPC                           |
| 383050         | 2005 QO66  | 27 ago 2005 | Anderson Mesa    | LONEOS              | —         | MPC                           |
| 383051         | 2005 QJ69  | 28 ago 2005 | Siding Spring    | SSS                 | —         | MPC                           |
| 383052         | 2005 QA90  | 24 ago 2005 | Palomar          | NEAT                | Mitidika  | MPC                           |
| 383053         | 2005 QU100 | 27 ago 2005 | Palomar          | NEAT                | —         | MPC                           |
| 383054         | 2005 QW105 | 27 ago 2005 | Palomar          | NEAT                | Mitidika  | MPC                           |
| 383055         | 2005 QU125 | 28 ago 2005 | Kitt Peak        | Spacewatch          | —         | MPC                           |
| 383056         | 2005 QH129 | 28 ago 2005 | Kitt Peak        | Spacewatch          | —         | MPC                           |
| 383057         | 2005 QV137 | 28 ago 2005 | Kitt Peak        | Spacewatch          | —         | MPC                           |
| 383058         | 2005 QC140 | 28 ago 2005 | Kitt Peak        | Spacewatch          | —         | MPC                           |
| 383059         | 2005 QY145 | 27 ago 2005 | Palomar          | NEAT                | —         | MPC                           |
| 383060         | 2005 QV146 | 28 ago 2005 | Siding Spring    | SSS                 | —         | MPC                           |
| 383061         | 2005 QA158 | 26 ago 2005 | Palomar          | NEAT                | —         | MPC                           |
| 383062         | 2005 QD161 | 28 ago 2005 | Kitt Peak        | Spacewatch          | —         | MPC                           |
| 383063         | 2005 QO172 | 29 ago 2005 | Palomar          | NEAT                | —         | MPC                           |
| 383064         | 2005 QG178 | 25 ago 2005 | Palomar          | NEAT                | —         | MPC                           |
| 383065         | 2005 QJ181 | 30 ago 2005 | Kitt Peak        | Spacewatch          | —         | MPC                           |
| 383066         | 2005 QF183 | 31 ago 2005 | Kitt Peak        | Spacewatch          | —         | MPC                           |
| 383067 Stoofke | 2005 RA5   | 7 set 2005  | Uccle            | T. Pauwels          | —         | MPC                           |
| 383068         | 2005 RX9   | 10 set 2005 | Goodricke-Pigott | R. A. Tucker        | —         | MPC                           |
| 383069         | 2005 RH10  | 8 set 2005  | Socorro          | LINEAR              | —         | MPC                           |
| 383070         | 2005 RE30  | 9 set 2005  | Socorro          | LINEAR              | —         | MPC                           |
| 383071         | 2005 RQ40  | 11 set 2005 | Socorro          | LINEAR              | —         | MPC                           |
| 383072         | 2005 RQ41  | 13 set 2005 | Kitt Peak        | Spacewatch          | —         | MPC                           |
| 383073         | 2005 RJ44  | 3 set 2005  | Palomar          | NEAT                | —         | MPC                           |
| 383074         | 2005 SP2   | 23 set 2005 | Catalina         | CSS                 | —         | MPC                           |
| 383075         | 2005 SY5   | 23 set 2005 | Catalina         | CSS                 | —         | MPC                           |
| 383076         | 2005 SE29  | 23 set 2005 | Kitt Peak        | Spacewatch          | —         | MPC                           |
| 383077         | 2005 SD41  | 24 set 2005 | Kitt Peak        | Spacewatch          | —         | MPC                           |
| 383078         | 2005 SO49  | 24 set 2005 | Kitt Peak        | Spacewatch          | —         | MPC                           |
| 383079         | 2005 SR53  | 25 set 2005 | Kitt Peak        | Spacewatch          | —         | MPC                           |
| 383080         | 2005 ST65  | 26 set 2005 | Palomar          | NEAT                | —         | MPC                           |
| 383081         | 2005 SY68  | 27 set 2005 | Kitt Peak        | Spacewatch          | —         | MPC                           |
| 383082         | 2005 SM71  | 23 set 2005 | Catalina         | CSS                 | —         | MPC                           |
| 383083         | 2005 SP79  | 24 set 2005 | Kitt Peak        | Spacewatch          | Mitidika  | MPC                           |
| 383084         | 2005 SH80  | 24 set 2005 | Kitt Peak        | Spacewatch          | —         | MPC                           |
| 383085         | 2005 SP82  | 24 set 2005 | Kitt Peak        | Spacewatch          | —         | MPC                           |
| 383086         | 2005 SQ82  | 24 set 2005 | Kitt Peak        | Spacewatch          | —         | MPC                           |
| 383087         | 2005 SV86  | 24 set 2005 | Kitt Peak        | Spacewatch          | —         | MPC                           |
| 383088         | 2005 SG88  | 24 set 2005 | Kitt Peak        | Spacewatch          | —         | MPC                           |
| 383089         | 2005 SU88  | 24 set 2005 | Kitt Peak        | Spacewatch          | —         | MPC                           |
| 383090         | 2005 SJ90  | 24 set 2005 | Kitt Peak        | Spacewatch          | —         | MPC                           |
| 383091         | 2005 SW92  | 24 set 2005 | Kitt Peak        | Spacewatch          | —         | MPC                           |
| 383092         | 2005 ST101 | 25 set 2005 | Kitt Peak        | Spacewatch          | —         | MPC                           |
| 383093         | 2005 SZ101 | 25 set 2005 | Kitt Peak        | Spacewatch          | —         | MPC                           |
| 383094         | 2005 SS107 | 26 set 2005 | Catalina         | CSS                 | —         | MPC                           |
| 383095         | 2005 SA109 | 26 set 2005 | Kitt Peak        | Spacewatch          | —         | MPC                           |
| 383096         | 2005 SY117 | 28 set 2005 | Palomar          | NEAT                | —         | MPC                           |
| 383097         | 2005 SS136 | 24 set 2005 | Kitt Peak        | Spacewatch          | —         | MPC                           |
| 383098         | 2005 SC138 | 25 set 2005 | Palomar          | NEAT                | —         | MPC                           |
| 383099         | 2005 SX145 | 25 set 2005 | Kitt Peak        | Spacewatch          | Mitidika  | MPC                           |
| 383100         | 2005 SY150 | 25 set 2005 | Kitt Peak        | Spacewatch          | —         | MPC                           |

## 383101–383200
| Designação | Designação | Descoberta  | Descoberta    | Descobridor(es)     | Categoria | Mais informações / Referência |
| Permanente | Provisória | Data        | Local         | Descobridor(es)     | Categoria | Mais informações / Referência |
| ---------- | ---------- | ----------- | ------------- | ------------------- | --------- | ----------------------------- |
| 383101     | 2005 SQ154 | 26 set 2005 | Kitt Peak     | Spacewatch          | —         | MPC                           |
| 383102     | 2005 SJ165 | 28 set 2005 | Palomar       | NEAT                | Mitidika  | MPC                           |
| 383103     | 2005 SC170 | 29 set 2005 | Anderson Mesa | LONEOS              | —         | MPC                           |
| 383104     | 2005 SA187 | 29 set 2005 | Kitt Peak     | Spacewatch          | —         | MPC                           |
| 383105     | 2005 SY188 | 29 set 2005 | Mount Lemmon  | Mount Lemmon Survey | Mitidika  | MPC                           |
| 383106     | 2005 SG190 | 29 set 2005 | Anderson Mesa | LONEOS              | Chloris   | MPC                           |
| 383107     | 2005 SO192 | 29 set 2005 | Mount Lemmon  | Mount Lemmon Survey | —         | MPC                           |
| 383108     | 2005 SE200 | 30 set 2005 | Kitt Peak     | Spacewatch          | —         | MPC                           |
| 383109     | 2005 SO203 | 30 set 2005 | Anderson Mesa | LONEOS              | —         | MPC                           |
| 383110     | 2005 SN221 | 30 set 2005 | Mount Lemmon  | Mount Lemmon Survey | Mitidika  | MPC                           |
| 383111     | 2005 SW224 | 29 set 2005 | Kitt Peak     | Spacewatch          | —         | MPC                           |
| 383112     | 2005 SS231 | 30 set 2005 | Mount Lemmon  | Mount Lemmon Survey | —         | MPC                           |
| 383113     | 2005 SX239 | 30 set 2005 | Kitt Peak     | Spacewatch          | —         | MPC                           |
| 383114     | 2005 SB251 | 24 set 2005 | Palomar       | NEAT                | —         | MPC                           |
| 383115     | 2005 SW256 | 22 set 2005 | Palomar       | NEAT                | —         | MPC                           |
| 383116     | 2005 SR258 | 23 set 2005 | Anderson Mesa | LONEOS              | —         | MPC                           |
| 383117     | 2005 SG260 | 22 set 2005 | Palomar       | NEAT                | —         | MPC                           |
| 383118     | 2005 SE279 | 29 set 2005 | Mount Lemmon  | Mount Lemmon Survey | Chloris   | MPC                           |
| 383119     | 2005 SR279 | 23 set 2005 | Kitt Peak     | Spacewatch          | —         | MPC                           |
| 383120     | 2005 SF292 | 29 set 2005 | Kitt Peak     | Spacewatch          | —         | MPC                           |
| 383121     | 2005 TP11  | 1 out 2005  | Mount Lemmon  | Mount Lemmon Survey | —         | MPC                           |
| 383122     | 2005 TU23  | 1 out 2005  | Catalina      | CSS                 | —         | MPC                           |
| 383123     | 2005 TW23  | 10 set 2005 | Anderson Mesa | LONEOS              | —         | MPC                           |
| 383124     | 2005 TA44  | 5 out 2005  | Mount Lemmon  | Mount Lemmon Survey | —         | MPC                           |
| 383125     | 2005 TE71  | 6 out 2005  | Mount Lemmon  | Mount Lemmon Survey | Mitidika  | MPC                           |
| 383126     | 2005 TV74  | 1 out 2005  | Catalina      | CSS                 | —         | MPC                           |
| 383127     | 2005 TH127 | 7 out 2005  | Kitt Peak     | Spacewatch          | —         | MPC                           |
| 383128     | 2005 TP131 | 7 out 2005  | Kitt Peak     | Spacewatch          | —         | MPC                           |
| 383129     | 2005 TZ154 | 9 out 2005  | Kitt Peak     | Spacewatch          | —         | MPC                           |
| 383130     | 2005 TE179 | 5 out 2005  | Mount Lemmon  | Mount Lemmon Survey | —         | MPC                           |
| 383131     | 2005 UX    | 20 out 2005 | Junk Bond     | D. Healy            | —         | MPC                           |
| 383132     | 2005 UY9   | 21 out 2005 | Palomar       | NEAT                | —         | MPC                           |
| 383133     | 2005 US27  | 23 out 2005 | Catalina      | CSS                 | Mitidika  | MPC                           |
| 383134     | 2005 UT31  | 24 out 2005 | Kitt Peak     | Spacewatch          | —         | MPC                           |
| 383135     | 2005 UJ44  | 22 out 2005 | Kitt Peak     | Spacewatch          | —         | MPC                           |
| 383136     | 2005 US52  | 23 out 2005 | Catalina      | CSS                 | —         | MPC                           |
| 383137     | 2005 UL55  | 23 out 2005 | Catalina      | CSS                 | —         | MPC                           |
| 383138     | 2005 UT92  | 22 out 2005 | Kitt Peak     | Spacewatch          | —         | MPC                           |
| 383139     | 2005 UF96  | 22 out 2005 | Kitt Peak     | Spacewatch          | Mitidika  | MPC                           |
| 383140     | 2005 UN103 | 22 out 2005 | Kitt Peak     | Spacewatch          | —         | MPC                           |
| 383141     | 2005 UQ103 | 22 out 2005 | Kitt Peak     | Spacewatch          | —         | MPC                           |
| 383142     | 2005 UC162 | 27 out 2005 | Socorro       | LINEAR              | —         | MPC                           |
| 383143     | 2005 UB178 | 24 out 2005 | Kitt Peak     | Spacewatch          | —         | MPC                           |
| 383144     | 2005 UB187 | 26 out 2005 | Kitt Peak     | Spacewatch          | Mitidika  | MPC                           |
| 383145     | 2005 UC218 | 24 out 2005 | Kitt Peak     | Spacewatch          | —         | MPC                           |
| 383146     | 2005 UH230 | 25 out 2005 | Kitt Peak     | Spacewatch          | —         | MPC                           |
| 383147     | 2005 UX234 | 25 out 2005 | Kitt Peak     | Spacewatch          | —         | MPC                           |
| 383148     | 2005 UZ265 | 27 out 2005 | Kitt Peak     | Spacewatch          | —         | MPC                           |
| 383149     | 2005 UL267 | 27 out 2005 | Kitt Peak     | Spacewatch          | Mitidika  | MPC                           |
| 383150     | 2005 UT285 | 26 out 2005 | Kitt Peak     | Spacewatch          | —         | MPC                           |
| 383151     | 2005 UV311 | 29 out 2005 | Mount Lemmon  | Mount Lemmon Survey | Mitidika  | MPC                           |
| 383152     | 2005 UD316 | 25 out 2005 | Mount Lemmon  | Mount Lemmon Survey | —         | MPC                           |
| 383153     | 2005 UH321 | 27 out 2005 | Kitt Peak     | Spacewatch          | —         | MPC                           |
| 383154     | 2005 UL323 | 28 out 2005 | Catalina      | CSS                 | —         | MPC                           |
| 383155     | 2005 UE334 | 29 out 2005 | Mount Lemmon  | Mount Lemmon Survey | —         | MPC                           |
| 383156     | 2005 UE343 | 31 out 2005 | Palomar       | NEAT                | —         | MPC                           |
| 383157     | 2005 UX386 | 22 out 2005 | Kitt Peak     | Spacewatch          | —         | MPC                           |
| 383158     | 2005 US388 | 27 out 2005 | Kitt Peak     | Spacewatch          | —         | MPC                           |
| 383159     | 2005 UW434 | 29 out 2005 | Mount Lemmon  | Mount Lemmon Survey | —         | MPC                           |
| 383160     | 2005 UB436 | 30 out 2005 | Kitt Peak     | Spacewatch          | —         | MPC                           |
| 383161     | 2005 UP440 | 29 out 2005 | Catalina      | CSS                 | —         | MPC                           |
| 383162     | 2005 UY472 | 30 out 2005 | Mount Lemmon  | Mount Lemmon Survey | —         | MPC                           |
| 383163     | 2005 UJ477 | 26 out 2005 | Kitt Peak     | Spacewatch          | —         | MPC                           |
| 383164     | 2005 UD486 | 23 out 2005 | Palomar       | NEAT                | —         | MPC                           |
| 383165     | 2005 VJ5   | 7 nov 2005  | Mauna Kea     | D. J. Tholen        | —         | MPC                           |
| 383166     | 2005 VC7   | 12 nov 2005 | Socorro       | LINEAR              | —         | MPC                           |
| 383167     | 2005 VD49  | 1 nov 2005  | Kitt Peak     | Spacewatch          | —         | MPC                           |
| 383168     | 2005 VL71  | 1 nov 2005  | Mount Lemmon  | Mount Lemmon Survey | —         | MPC                           |
| 383169     | 2005 VZ73  | 1 nov 2005  | Mount Lemmon  | Mount Lemmon Survey | —         | MPC                           |
| 383170     | 2005 VG81  | 5 nov 2005  | Kitt Peak     | Spacewatch          | —         | MPC                           |
| 383171     | 2005 VT98  | 10 nov 2005 | Catalina      | CSS                 | Juno      | MPC                           |
| 383172     | 2005 VF108 | 6 nov 2005  | Kitt Peak     | Spacewatch          | —         | MPC                           |
| 383173     | 2005 VW118 | 10 nov 2005 | Catalina      | CSS                 | —         | MPC                           |
| 383174     | 2005 VR124 | 2 nov 2005  | Socorro       | LINEAR              | —         | MPC                           |
| 383175     | 2005 VM129 | 1 nov 2005  | Apache Point  | A. C. Becker        | —         | MPC                           |
| 383176     | 2005 WY22  | 21 nov 2005 | Kitt Peak     | Spacewatch          | —         | MPC                           |
| 383177     | 2005 WU42  | 21 nov 2005 | Kitt Peak     | Spacewatch          | —         | MPC                           |
| 383178     | 2005 WN56  | 25 nov 2005 | Catalina      | CSS                 | Juno      | MPC                           |
| 383179     | 2005 WM77  | 25 nov 2005 | Kitt Peak     | Spacewatch          | Juno      | MPC                           |
| 383180     | 2005 WP119 | 28 nov 2005 | Catalina      | CSS                 | Mitidika  | MPC                           |
| 383181     | 2005 WM149 | 28 nov 2005 | Kitt Peak     | Spacewatch          | —         | MPC                           |
| 383182     | 2005 WF160 | 30 nov 2005 | Catalina      | CSS                 | —         | MPC                           |
| 383183     | 2005 WE177 | 30 nov 2005 | Kitt Peak     | Spacewatch          | —         | MPC                           |
| 383184     | 2005 WA183 | 28 nov 2005 | Palomar       | NEAT                | Juno      | MPC                           |
| 383185     | 2005 WZ187 | 30 nov 2005 | Socorro       | LINEAR              | —         | MPC                           |
| 383186     | 2005 WS193 | 28 nov 2005 | Palomar       | NEAT                | —         | MPC                           |
| 383187     | 2005 XV8   | 1 dez 2005  | Kitt Peak     | Spacewatch          | —         | MPC                           |
| 383188     | 2005 XS42  | 6 nov 2005  | Mount Lemmon  | Mount Lemmon Survey | —         | MPC                           |
| 383189     | 2005 XT57  | 1 nov 2005  | Mount Lemmon  | Mount Lemmon Survey | —         | MPC                           |
| 383190     | 2005 XN66  | 8 dez 2005  | Socorro       | LINEAR              | Juno      | MPC                           |
| 383191     | 2005 XG111 | 1 dez 2005  | Kitt Peak     | M. W. Buie          | —         | MPC                           |
| 383192     | 2005 XJ117 | 7 dez 2005  | Catalina      | CSS                 | Juno      | MPC                           |
| 383193     | 2005 YJ15  | 22 dez 2005 | Kitt Peak     | Spacewatch          | —         | MPC                           |
| 383194     | 2005 YB25  | 24 dez 2005 | Kitt Peak     | Spacewatch          | —         | MPC                           |
| 383195     | 2005 YS27  | 22 dez 2005 | Kitt Peak     | Spacewatch          | —         | MPC                           |
| 383196     | 2005 YG29  | 24 dez 2005 | Kitt Peak     | Spacewatch          | —         | MPC                           |
| 383197     | 2005 YL29  | 24 dez 2005 | Kitt Peak     | Spacewatch          | —         | MPC                           |
| 383198     | 2005 YV29  | 25 dez 2005 | Kitt Peak     | Spacewatch          | —         | MPC                           |
| 383199     | 2005 YO31  | 22 dez 2005 | Kitt Peak     | Spacewatch          | —         | MPC                           |
| 383200     | 2005 YN32  | 22 dez 2005 | Kitt Peak     | Spacewatch          | —         | MPC                           |

## 383201–383300
| Designação | Designação | Descoberta  | Descoberta       | Descobridor(es)     | Categoria | Mais informações / Referência |
| Permanente | Provisória | Data        | Local            | Descobridor(es)     | Categoria | Mais informações / Referência |
| ---------- | ---------- | ----------- | ---------------- | ------------------- | --------- | ----------------------------- |
| 383201     | 2005 YX36  | 24 dez 2005 | Catalina         | CSS                 | —         | MPC                           |
| 383202     | 2005 YV44  | 25 dez 2005 | Kitt Peak        | Spacewatch          | —         | MPC                           |
| 383203     | 2005 YQ47  | 26 dez 2005 | Kitt Peak        | Spacewatch          | —         | MPC                           |
| 383204     | 2005 YB57  | 8 dez 2005  | Kitt Peak        | Spacewatch          | —         | MPC                           |
| 383205     | 2005 YS57  | 10 nov 2005 | Mount Lemmon     | Mount Lemmon Survey | Juno      | MPC                           |
| 383206     | 2005 YZ87  | 25 dez 2005 | Mount Lemmon     | Mount Lemmon Survey | —         | MPC                           |
| 383207     | 2005 YH90  | 26 dez 2005 | Mount Lemmon     | Mount Lemmon Survey | —         | MPC                           |
| 383208     | 2005 YG100 | 28 dez 2005 | Kitt Peak        | Spacewatch          | —         | MPC                           |
| 383209     | 2005 YR106 | 25 dez 2005 | Kitt Peak        | Spacewatch          | —         | MPC                           |
| 383210     | 2005 YS106 | 25 dez 2005 | Kitt Peak        | Spacewatch          | —         | MPC                           |
| 383211     | 2005 YV119 | 27 dez 2005 | Mount Lemmon     | Mount Lemmon Survey | —         | MPC                           |
| 383212     | 2005 YV143 | 28 dez 2005 | Mount Lemmon     | Mount Lemmon Survey | —         | MPC                           |
| 383213     | 2005 YP144 | 28 dez 2005 | Mount Lemmon     | Mount Lemmon Survey | —         | MPC                           |
| 383214     | 2005 YD149 | 25 dez 2005 | Kitt Peak        | Spacewatch          | —         | MPC                           |
| 383215     | 2005 YY167 | 28 dez 2005 | Catalina         | CSS                 | —         | MPC                           |
| 383216     | 2005 YA200 | 26 dez 2005 | Mount Lemmon     | Mount Lemmon Survey | Phocaea   | MPC                           |
| 383217     | 2005 YQ206 | 27 dez 2005 | Kitt Peak        | Spacewatch          | Juno      | MPC                           |
| 383218     | 2005 YX220 | 30 dez 2005 | Socorro          | LINEAR              | —         | MPC                           |
| 383219     | 2005 YD287 | 29 dez 2005 | Mount Lemmon     | Mount Lemmon Survey | Mitidika  | MPC                           |
| 383220     | 2005 YQ290 | 30 dez 2005 | Kitt Peak        | Spacewatch          | —         | MPC                           |
| 383221     | 2006 AY4   | 2 jan 2006  | Catalina         | CSS                 | —         | MPC                           |
| 383222     | 2006 AA50  | 5 jan 2006  | Kitt Peak        | Spacewatch          | —         | MPC                           |
| 383223     | 2006 AW55  | 6 jan 2006  | Mount Lemmon     | Mount Lemmon Survey | —         | MPC                           |
| 383224     | 2006 AR74  | 7 jan 2006  | Anderson Mesa    | LONEOS              | —         | MPC                           |
| 383225     | 2006 AM79  | 4 jan 2006  | Catalina         | CSS                 | Juno      | MPC                           |
| 383226     | 2006 AJ84  | 6 jan 2006  | Catalina         | CSS                 | —         | MPC                           |
| 383227     | 2006 AJ85  | 7 jan 2006  | Catalina         | CSS                 | —         | MPC                           |
| 383228     | 2006 AQ100 | 5 jan 2006  | Mount Lemmon     | Mount Lemmon Survey | —         | MPC                           |
| 383229     | 2006 BG3   | 21 jan 2006 | Kitt Peak        | Spacewatch          | —         | MPC                           |
| 383230     | 2006 BJ23  | 23 jan 2006 | Kitt Peak        | Spacewatch          | —         | MPC                           |
| 383231     | 2006 BL27  | 22 jan 2006 | Anderson Mesa    | LONEOS              | —         | MPC                           |
| 383232     | 2006 BR35  | 23 jan 2006 | Kitt Peak        | Spacewatch          | —         | MPC                           |
| 383233     | 2006 BD37  | 23 jan 2006 | Mount Lemmon     | Mount Lemmon Survey | —         | MPC                           |
| 383234     | 2006 BR39  | 19 jan 2006 | Catalina         | CSS                 | —         | MPC                           |
| 383235     | 2006 BC40  | 20 jan 2006 | Kitt Peak        | Spacewatch          | —         | MPC                           |
| 383236     | 2006 BW41  | 22 jan 2006 | Mount Lemmon     | Mount Lemmon Survey | —         | MPC                           |
| 383237     | 2006 BW71  | 23 jan 2006 | Kitt Peak        | Spacewatch          | —         | MPC                           |
| 383238     | 2006 BY110 | 25 jan 2006 | Kitt Peak        | Spacewatch          | —         | MPC                           |
| 383239     | 2006 BB123 | 26 jan 2006 | Kitt Peak        | Spacewatch          | —         | MPC                           |
| 383240     | 2006 BU129 | 26 jan 2006 | Mount Lemmon     | Mount Lemmon Survey | —         | MPC                           |
| 383241     | 2006 BV135 | 27 jan 2006 | Mount Lemmon     | Mount Lemmon Survey | —         | MPC                           |
| 383242     | 2006 BY143 | 22 jan 2006 | Anderson Mesa    | LONEOS              | —         | MPC                           |
| 383243     | 2006 BM154 | 25 jan 2006 | Kitt Peak        | Spacewatch          | —         | MPC                           |
| 383244     | 2006 BP216 | 26 jan 2006 | Catalina         | CSS                 | —         | MPC                           |
| 383245     | 2006 BF219 | 28 jan 2006 | Anderson Mesa    | LONEOS              | —         | MPC                           |
| 383246     | 2006 BO228 | 31 jan 2006 | Kitt Peak        | Spacewatch          | —         | MPC                           |
| 383247     | 2006 BG234 | 31 jan 2006 | Kitt Peak        | Spacewatch          | —         | MPC                           |
| 383248     | 2006 BU250 | 31 jan 2006 | Kitt Peak        | Spacewatch          | —         | MPC                           |
| 383249     | 2006 BD253 | 28 jan 2006 | Mount Lemmon     | Mount Lemmon Survey | —         | MPC                           |
| 383250     | 2006 BA268 | 26 jan 2006 | Catalina         | CSS                 | —         | MPC                           |
| 383251     | 2006 BX278 | 26 jan 2006 | Kitt Peak        | Spacewatch          | —         | MPC                           |
| 383252     | 2006 BW283 | 23 jan 2006 | Mount Lemmon     | Mount Lemmon Survey | —         | MPC                           |
| 383253     | 2006 CJ6   | 1 fev 2006  | Mount Lemmon     | Mount Lemmon Survey | —         | MPC                           |
| 383254     | 2006 CJ9   | 3 fev 2006  | 7300 Observatory | W. K. Y. Yeung      | —         | MPC                           |
| 383255     | 2006 CV26  | 2 fev 2006  | Kitt Peak        | Spacewatch          | —         | MPC                           |
| 383256     | 2006 CV33  | 2 fev 2006  | Mount Lemmon     | Mount Lemmon Survey | —         | MPC                           |
| 383257     | 2006 CL38  | 2 fev 2006  | Kitt Peak        | Spacewatch          | —         | MPC                           |
| 383258     | 2006 CC60  | 7 fev 2006  | Mount Lemmon     | Mount Lemmon Survey | Juno      | MPC                           |
| 383259     | 2006 CY62  | 4 fev 2006  | Catalina         | CSS                 | —         | MPC                           |
| 383260     | 2006 CA66  | 6 fev 2006  | Kitt Peak        | Spacewatch          | —         | MPC                           |
| 383261     | 2006 DE20  | 20 fev 2006 | Kitt Peak        | Spacewatch          | —         | MPC                           |
| 383262     | 2006 DS45  | 20 fev 2006 | Catalina         | CSS                 | —         | MPC                           |
| 383263     | 2006 DJ55  | 24 fev 2006 | Mount Lemmon     | Mount Lemmon Survey | —         | MPC                           |
| 383264     | 2006 DO56  | 24 fev 2006 | Mount Lemmon     | Mount Lemmon Survey | —         | MPC                           |
| 383265     | 2006 DT57  | 24 fev 2006 | Mount Lemmon     | Mount Lemmon Survey | —         | MPC                           |
| 383266     | 2006 DK65  | 21 fev 2006 | Catalina         | CSS                 | —         | MPC                           |
| 383267     | 2006 DA66  | 28 jan 2006 | Catalina         | CSS                 | —         | MPC                           |
| 383268     | 2006 DC76  | 24 fev 2006 | Kitt Peak        | Spacewatch          | —         | MPC                           |
| 383269     | 2006 DS80  | 24 fev 2006 | Kitt Peak        | Spacewatch          | —         | MPC                           |
| 383270     | 2006 DB82  | 24 fev 2006 | Kitt Peak        | Spacewatch          | —         | MPC                           |
| 383271     | 2006 DU95  | 24 fev 2006 | Kitt Peak        | Spacewatch          | —         | MPC                           |
| 383272     | 2006 DZ104 | 25 fev 2006 | Kitt Peak        | Spacewatch          | —         | MPC                           |
| 383273     | 2006 DD114 | 27 fev 2006 | Socorro          | LINEAR              | —         | MPC                           |
| 383274     | 2006 DD122 | 23 fev 2006 | Anderson Mesa    | LONEOS              | —         | MPC                           |
| 383275     | 2006 DS132 | 25 fev 2006 | Kitt Peak        | Spacewatch          | —         | MPC                           |
| 383276     | 2006 DW136 | 25 fev 2006 | Kitt Peak        | Spacewatch          | —         | MPC                           |
| 383277     | 2006 DW145 | 25 fev 2006 | Mount Lemmon     | Mount Lemmon Survey | —         | MPC                           |
| 383278     | 2006 DO150 | 21 set 2003 | Kitt Peak        | Spacewatch          | —         | MPC                           |
| 383279     | 2006 DM152 | 25 fev 2006 | Kitt Peak        | Spacewatch          | —         | MPC                           |
| 383280     | 2006 DF153 | 25 fev 2006 | Mount Lemmon     | Mount Lemmon Survey | —         | MPC                           |
| 383281     | 2006 DZ171 | 27 fev 2006 | Kitt Peak        | Spacewatch          | —         | MPC                           |
| 383282     | 2006 DM175 | 9 dez 2004  | Kitt Peak        | Spacewatch          | —         | MPC                           |
| 383283     | 2006 DR178 | 27 fev 2006 | Mount Lemmon     | Mount Lemmon Survey | —         | MPC                           |
| 383284     | 2006 DC184 | 27 fev 2006 | Kitt Peak        | Spacewatch          | —         | MPC                           |
| 383285     | 2006 DA196 | 21 fev 2006 | Catalina         | CSS                 | —         | MPC                           |
| 383286     | 2006 DB198 | 25 fev 2006 | Catalina         | CSS                 | Phocaea   | MPC                           |
| 383287     | 2006 DB199 | 28 fev 2006 | Catalina         | CSS                 | —         | MPC                           |
| 383288     | 2006 DL201 | 27 fev 2006 | Catalina         | CSS                 | Phocaea   | MPC                           |
| 383289     | 2006 DC206 | 25 fev 2006 | Mount Lemmon     | Mount Lemmon Survey | —         | MPC                           |
| 383290     | 2006 DB211 | 24 fev 2006 | Kitt Peak        | Spacewatch          | —         | MPC                           |
| 383291     | 2006 ES17  | 2 mar 2006  | Kitt Peak        | Spacewatch          | —         | MPC                           |
| 383292     | 2006 EO21  | 3 mar 2006  | Kitt Peak        | Spacewatch          | —         | MPC                           |
| 383293     | 2006 EV21  | 3 mar 2006  | Kitt Peak        | Spacewatch          | —         | MPC                           |
| 383294     | 2006 EO22  | 3 mar 2006  | Kitt Peak        | Spacewatch          | —         | MPC                           |
| 383295     | 2006 EL28  | 3 mar 2006  | Kitt Peak        | Spacewatch          | —         | MPC                           |
| 383296     | 2006 EL49  | 4 mar 2006  | Kitt Peak        | Spacewatch          | —         | MPC                           |
| 383297     | 2006 EC72  | 2 mar 2006  | Kitt Peak        | Spacewatch          | —         | MPC                           |
| 383298     | 2006 FR23  | 24 mar 2006 | Kitt Peak        | Spacewatch          | —         | MPC                           |
| 383299     | 2006 FK28  | 24 mar 2006 | Mount Lemmon     | Mount Lemmon Survey | —         | MPC                           |
| 383300     | 2006 FM53  | 23 mar 2006 | Kitt Peak        | Spacewatch          | —         | MPC                           |

## 383301–383400
| Designação | Designação | Descoberta  | Descoberta    | Descobridor(es)     | Categoria | Mais informações / Referência |
| Permanente | Provisória | Data        | Local         | Descobridor(es)     | Categoria | Mais informações / Referência |
| ---------- | ---------- | ----------- | ------------- | ------------------- | --------- | ----------------------------- |
| 383301     | 2006 GR5   | 2 abr 2006  | Kitt Peak     | Spacewatch          | —         | MPC                           |
| 383302     | 2006 GA8   | 2 abr 2006  | Kitt Peak     | Spacewatch          | —         | MPC                           |
| 383303     | 2006 GV37  | 2 abr 2006  | Socorro       | LINEAR              | —         | MPC                           |
| 383304     | 2006 GN39  | 2 abr 2006  | Anderson Mesa | LONEOS              | —         | MPC                           |
| 383305     | 2006 GZ43  | 2 abr 2006  | Kitt Peak     | Spacewatch          | —         | MPC                           |
| 383306     | 2006 GU49  | 7 abr 2006  | Anderson Mesa | LONEOS              | —         | MPC                           |
| 383307     | 2006 HN11  | 19 abr 2006 | Kitt Peak     | Spacewatch          | —         | MPC                           |
| 383308     | 2006 HR20  | 19 abr 2006 | Mount Lemmon  | Mount Lemmon Survey | —         | MPC                           |
| 383309     | 2006 HW29  | 18 abr 2006 | Catalina      | CSS                 | —         | MPC                           |
| 383310     | 2006 HO60  | 26 abr 2006 | Anderson Mesa | LONEOS              | —         | MPC                           |
| 383311     | 2006 HU65  | 24 abr 2006 | Kitt Peak     | Spacewatch          | —         | MPC                           |
| 383312     | 2006 HN67  | 24 abr 2006 | Mount Lemmon  | Mount Lemmon Survey | Maria     | MPC                           |
| 383313     | 2006 HZ70  | 25 abr 2006 | Catalina      | CSS                 | —         | MPC                           |
| 383314     | 2006 HT74  | 25 abr 2006 | Kitt Peak     | Spacewatch          | —         | MPC                           |
| 383315     | 2006 HA77  | 25 abr 2006 | Kitt Peak     | Spacewatch          | —         | MPC                           |
| 383316     | 2006 HU82  | 26 abr 2006 | Kitt Peak     | Spacewatch          | —         | MPC                           |
| 383317     | 2006 HC92  | 29 abr 2006 | Kitt Peak     | Spacewatch          | —         | MPC                           |
| 383318     | 2006 HN93  | 29 abr 2006 | Kitt Peak     | Spacewatch          | —         | MPC                           |
| 383319     | 2006 HO102 | 30 abr 2006 | Kitt Peak     | Spacewatch          | —         | MPC                           |
| 383320     | 2006 HH120 | 30 abr 2006 | Kitt Peak     | Spacewatch          | —         | MPC                           |
| 383321     | 2006 HN121 | 30 abr 2006 | Kitt Peak     | Spacewatch          | —         | MPC                           |
| 383322     | 2006 HB151 | 26 abr 2006 | Cerro Tololo  | M. W. Buie          | —         | MPC                           |
| 383323     | 2006 JL6   | 2 mai 2006  | Nyukasa       | Mount Nyukasa Stn.  | —         | MPC                           |
| 383324     | 2006 JU18  | 24 abr 2006 | Kitt Peak     | Spacewatch          | Eos       | MPC                           |
| 383325     | 2006 JR41  | 7 mai 2006  | Kitt Peak     | Spacewatch          | —         | MPC                           |
| 383326     | 2006 KF12  | 20 mai 2006 | Kitt Peak     | Spacewatch          | —         | MPC                           |
| 383327     | 2006 KD17  | 20 mai 2006 | Catalina      | CSS                 | —         | MPC                           |
| 383328     | 2006 KW18  | 21 mai 2006 | Kitt Peak     | Spacewatch          | —         | MPC                           |
| 383329     | 2006 KG38  | 19 mai 2006 | Anderson Mesa | LONEOS              | —         | MPC                           |
| 383330     | 2006 KM41  | 19 mai 2006 | Mount Lemmon  | Mount Lemmon Survey | —         | MPC                           |
| 383331     | 2006 KS48  | 21 mai 2006 | Kitt Peak     | Spacewatch          | —         | MPC                           |
| 383332     | 2006 KY57  | 16 jan 2005 | Kitt Peak     | Spacewatch          | —         | MPC                           |
| 383333     | 2006 KZ59  | 22 mai 2006 | Kitt Peak     | Spacewatch          | —         | MPC                           |
| 383334     | 2006 KB61  | 22 mai 2006 | Kitt Peak     | Spacewatch          | —         | MPC                           |
| 383335     | 2006 KB66  | 24 mai 2006 | Mount Lemmon  | Mount Lemmon Survey | —         | MPC                           |
| 383336     | 2006 KW105 | 21 mai 2006 | Kitt Peak     | Spacewatch          | —         | MPC                           |
| 383337     | 2006 KH120 | 20 abr 2006 | Kitt Peak     | Spacewatch          | Juno      | MPC                           |
| 383338     | 2006 KZ122 | 26 mai 2006 | Catalina      | CSS                 | —         | MPC                           |
| 383339     | 2006 PX10  | 13 ago 2006 | Palomar       | NEAT                | —         | MPC                           |
| 383340     | 2006 PN19  | 13 ago 2006 | Palomar       | NEAT                | —         | MPC                           |
| 383341     | 2006 PQ37  | 13 ago 2006 | Palomar       | NEAT                | —         | MPC                           |
| 383342     | 2006 QT22  | 19 ago 2006 | Palomar       | NEAT                | —         | MPC                           |
| 383343     | 2006 QY96  | 16 ago 2006 | Palomar       | NEAT                | —         | MPC                           |
| 383344     | 2006 QS103 | 27 ago 2006 | Kitt Peak     | Spacewatch          | —         | MPC                           |
| 383345     | 2006 QV107 | 28 ago 2006 | Catalina      | CSS                 | —         | MPC                           |
| 383346     | 2006 QE110 | 28 ago 2006 | Kitt Peak     | Spacewatch          | —         | MPC                           |
| 383347     | 2006 QF160 | 19 ago 2006 | Kitt Peak     | Spacewatch          | —         | MPC                           |
| 383348     | 2006 QJ170 | 26 ago 2006 | Siding Spring | SSS                 | —         | MPC                           |
| 383349     | 2006 RC23  | 12 set 2006 | Catalina      | CSS                 | —         | MPC                           |
| 383350     | 2006 RS25  | 29 ago 2006 | Kitt Peak     | Spacewatch          | —         | MPC                           |
| 383351     | 2006 RK27  | 14 set 2006 | Catalina      | CSS                 | —         | MPC                           |
| 383352     | 2006 RS28  | 15 set 2006 | Kitt Peak     | Spacewatch          | Brangane  | MPC                           |
| 383353     | 2006 RP40  | 14 set 2006 | Kitt Peak     | Spacewatch          | —         | MPC                           |
| 383354     | 2006 RW56  | 14 set 2006 | Kitt Peak     | Spacewatch          | —         | MPC                           |
| 383355     | 2006 RQ121 | 15 set 2006 | Kitt Peak     | Spacewatch          | —         | MPC                           |
| 383356     | 2006 RG122 | 6 set 2006  | Palomar       | NEAT                | —         | MPC                           |
| 383357     | 2006 SC9   | 16 set 2006 | Catalina      | CSS                 | —         | MPC                           |
| 383358     | 2006 SW10  | 16 set 2006 | Kitt Peak     | Spacewatch          | —         | MPC                           |
| 383359     | 2006 SZ10  | 16 set 2006 | Kitt Peak     | Spacewatch          | Ursula    | MPC                           |
| 383360     | 2006 SP17  | 17 set 2006 | Kitt Peak     | Spacewatch          | —         | MPC                           |
| 383361     | 2006 SL28  | 30 set 2003 | Kitt Peak     | Spacewatch          | —         | MPC                           |
| 383362     | 2006 SE41  | 18 set 2006 | Catalina      | CSS                 | —         | MPC                           |
| 383363     | 2006 SQ41  | 18 set 2006 | Kitt Peak     | Spacewatch          | —         | MPC                           |
| 383364     | 2006 SN59  | 16 set 2006 | Anderson Mesa | LONEOS              | —         | MPC                           |
| 383365     | 2006 SV59  | 18 set 2006 | Catalina      | CSS                 | —         | MPC                           |
| 383366     | 2006 SO76  | 19 set 2006 | Kitt Peak     | Spacewatch          | —         | MPC                           |
| 383367     | 2006 SA111 | 21 set 2006 | Anderson Mesa | LONEOS              | —         | MPC                           |
| 383368     | 2006 SZ114 | 24 set 2006 | Kitt Peak     | Spacewatch          | —         | MPC                           |
| 383369     | 2006 SD121 | 18 set 2006 | Catalina      | CSS                 | —         | MPC                           |
| 383370     | 2006 SG133 | 17 set 2006 | Catalina      | CSS                 | —         | MPC                           |
| 383371     | 2006 SU163 | 24 set 2006 | Kitt Peak     | Spacewatch          | —         | MPC                           |
| 383372     | 2006 SC167 | 25 set 2006 | Kitt Peak     | Spacewatch          | —         | MPC                           |
| 383373     | 2006 SJ169 | 25 set 2006 | Kitt Peak     | Spacewatch          | —         | MPC                           |
| 383374     | 2006 SH213 | 17 set 2006 | Catalina      | CSS                 | —         | MPC                           |
| 383375     | 2006 SZ214 | 27 set 2006 | Kitt Peak     | Spacewatch          | —         | MPC                           |
| 383376     | 2006 SN229 | 18 set 2006 | Kitt Peak     | Spacewatch          | —         | MPC                           |
| 383377     | 2006 SQ252 | 26 set 2006 | Kitt Peak     | Spacewatch          | —         | MPC                           |
| 383378     | 2006 SZ261 | 26 set 2006 | Mount Lemmon  | Mount Lemmon Survey | —         | MPC                           |
| 383379     | 2006 SL289 | 26 set 2006 | Catalina      | CSS                 | —         | MPC                           |
| 383380     | 2006 SF316 | 27 set 2006 | Kitt Peak     | Spacewatch          | Ursula    | MPC                           |
| 383381     | 2006 SY364 | 17 dez 2003 | Socorro       | LINEAR              | —         | MPC                           |
| 383382     | 2006 SG376 | 17 set 2006 | Apache Point  | A. C. Becker        | —         | MPC                           |
| 383383     | 2006 SW384 | 29 set 2006 | Apache Point  | A. C. Becker        | —         | MPC                           |
| 383384     | 2006 SG396 | 17 set 2006 | Kitt Peak     | Spacewatch          | —         | MPC                           |
| 383385     | 2006 SB409 | 27 set 2006 | Mount Lemmon  | Mount Lemmon Survey | —         | MPC                           |
| 383386     | 2006 TR8   | 4 out 2006  | Mount Lemmon  | Mount Lemmon Survey | —         | MPC                           |
| 383387     | 2006 TC11  | 11 out 2006 | Kitt Peak     | Spacewatch          | —         | MPC                           |
| 383388     | 2006 TK18  | 30 set 2006 | Catalina      | CSS                 | —         | MPC                           |
| 383389     | 2006 TJ21  | 11 out 2006 | Kitt Peak     | Spacewatch          | —         | MPC                           |
| 383390     | 2006 TA22  | 11 out 2006 | Kitt Peak     | Spacewatch          | —         | MPC                           |
| 383391     | 2006 TL23  | 30 set 2006 | Mount Lemmon  | Mount Lemmon Survey | —         | MPC                           |
| 383392     | 2006 TU23  | 11 out 2006 | Kitt Peak     | Spacewatch          | —         | MPC                           |
| 383393     | 2006 TE30  | 30 set 2006 | Mount Lemmon  | Mount Lemmon Survey | —         | MPC                           |
| 383394     | 2006 TP33  | 12 out 2006 | Kitt Peak     | Spacewatch          | —         | MPC                           |
| 383395     | 2006 TB59  | 13 out 2006 | Eskridge      | Farpoint Obs.       | —         | MPC                           |
| 383396     | 2006 TB63  | 10 out 2006 | Palomar       | NEAT                | Brangane  | MPC                           |
| 383397     | 2006 TN71  | 11 out 2006 | Palomar       | NEAT                | —         | MPC                           |
| 383398     | 2006 TE76  | 11 out 2006 | Palomar       | NEAT                | —         | MPC                           |
| 383399     | 2006 TM87  | 13 out 2006 | Kitt Peak     | Spacewatch          | —         | MPC                           |
| 383400     | 2006 TU116 | 3 out 2006  | Apache Point  | A. C. Becker        | —         | MPC                           |

## 383401–383500
| Designação | Designação | Descoberta  | Descoberta        | Descobridor(es)     | Categoria | Mais informações / Referência |
| Permanente | Provisória | Data        | Local             | Descobridor(es)     | Categoria | Mais informações / Referência |
| ---------- | ---------- | ----------- | ----------------- | ------------------- | --------- | ----------------------------- |
| 383401     | 2006 UU6   | 16 out 2006 | Catalina          | CSS                 | —         | MPC                           |
| 383402     | 2006 UD19  | 25 set 2006 | Kitt Peak         | Spacewatch          | Brangane  | MPC                           |
| 383403     | 2006 UV23  | 16 out 2006 | Kitt Peak         | Spacewatch          | —         | MPC                           |
| 383404     | 2006 UL27  | 16 out 2006 | Kitt Peak         | Spacewatch          | —         | MPC                           |
| 383405     | 2006 UG56  | 27 ago 2006 | Anderson Mesa     | LONEOS              | —         | MPC                           |
| 383406     | 2006 US67  | 16 out 2006 | Catalina          | CSS                 | —         | MPC                           |
| 383407     | 2006 UF70  | 16 out 2006 | Catalina          | CSS                 | —         | MPC                           |
| 383408     | 2006 UQ108 | 18 out 2006 | Kitt Peak         | Spacewatch          | —         | MPC                           |
| 383409     | 2006 UN127 | 19 out 2006 | Kitt Peak         | Spacewatch          | —         | MPC                           |
| 383410     | 2006 UQ137 | 19 out 2006 | Mount Lemmon      | Mount Lemmon Survey | —         | MPC                           |
| 383411     | 2006 UV181 | 16 out 2006 | Catalina          | CSS                 | —         | MPC                           |
| 383412     | 2006 UL194 | 20 out 2006 | Kitt Peak         | Spacewatch          | —         | MPC                           |
| 383413     | 2006 UZ201 | 22 out 2006 | Palomar           | NEAT                | —         | MPC                           |
| 383414     | 2006 UV211 | 23 out 2006 | Kitt Peak         | Spacewatch          | —         | MPC                           |
| 383415     | 2006 UM213 | 23 out 2006 | Kitt Peak         | Spacewatch          | —         | MPC                           |
| 383416     | 2006 UC215 | 26 out 2006 | Kitami            | K. Endate           | —         | MPC                           |
| 383417 DAO | 2006 UY216 | 23 out 2006 | Mauna Kea         | D. D. Balam         | —         | MPC                           |
| 383418     | 2006 UZ226 | 20 out 2006 | Palomar           | NEAT                | —         | MPC                           |
| 383419     | 2006 UM228 | 20 out 2006 | Palomar           | NEAT                | —         | MPC                           |
| 383420     | 2006 UG245 | 27 out 2006 | Mount Lemmon      | Mount Lemmon Survey | —         | MPC                           |
| 383421     | 2006 UV249 | 16 out 2006 | Kitt Peak         | Spacewatch          | —         | MPC                           |
| 383422     | 2006 UN286 | 28 out 2006 | Kitt Peak         | Spacewatch          | —         | MPC                           |
| 383423     | 2006 UR329 | 28 out 2006 | Kitt Peak         | Spacewatch          | —         | MPC                           |
| 383424     | 2006 UD330 | 16 out 2006 | Apache Point      | A. C. Becker        | —         | MPC                           |
| 383425     | 2006 UL346 | 21 out 2006 | Kitt Peak         | Spacewatch          | —         | MPC                           |
| 383426     | 2006 UO346 | 22 out 2006 | Mount Lemmon      | Mount Lemmon Survey | —         | MPC                           |
| 383427     | 2006 VE24  | 10 nov 2006 | Kitt Peak         | Spacewatch          | —         | MPC                           |
| 383428     | 2006 VR49  | 10 nov 2006 | Kitt Peak         | Spacewatch          | —         | MPC                           |
| 383429     | 2006 VM58  | 11 nov 2006 | Kitt Peak         | Spacewatch          | —         | MPC                           |
| 383430     | 2006 VC63  | 11 nov 2006 | Kitt Peak         | Spacewatch          | —         | MPC                           |
| 383431     | 2006 VM64  | 28 set 2006 | Mount Lemmon      | Mount Lemmon Survey | —         | MPC                           |
| 383432     | 2006 VQ99  | 21 out 2006 | Mount Lemmon      | Mount Lemmon Survey | —         | MPC                           |
| 383433     | 2006 VH103 | 12 nov 2006 | Lulin Observatory | H.-C. Lin, Q.-z. Ye | —         | MPC                           |
| 383434     | 2006 VK116 | 18 set 2006 | Catalina          | CSS                 | —         | MPC                           |
| 383435     | 2006 VG120 | 14 nov 2006 | Kitt Peak         | Spacewatch          | —         | MPC                           |
| 383436     | 2006 VT133 | 15 nov 2006 | Mount Lemmon      | Mount Lemmon Survey | —         | MPC                           |
| 383437     | 2006 VQ135 | 15 nov 2006 | Kitt Peak         | Spacewatch          | —         | MPC                           |
| 383438     | 2006 VS136 | 19 out 2006 | Mount Lemmon      | Mount Lemmon Survey | —         | MPC                           |
| 383439     | 2006 VB142 | 13 nov 2006 | Palomar           | NEAT                | —         | MPC                           |
| 383440     | 2006 WB8   | 16 nov 2006 | Socorro           | LINEAR              | —         | MPC                           |
| 383441     | 2006 WC33  | 18 set 2006 | Kitt Peak         | Spacewatch          | —         | MPC                           |
| 383442     | 2006 WF36  | 16 nov 2006 | Kitt Peak         | Spacewatch          | —         | MPC                           |
| 383443     | 2006 WE37  | 16 nov 2006 | Kitt Peak         | Spacewatch          | —         | MPC                           |
| 383444     | 2006 WW52  | 16 nov 2006 | Kitt Peak         | Spacewatch          | —         | MPC                           |
| 383445     | 2006 WY61  | 17 nov 2006 | Mount Lemmon      | Mount Lemmon Survey | —         | MPC                           |
| 383446     | 2006 WC88  | 18 nov 2006 | Mount Lemmon      | Mount Lemmon Survey | —         | MPC                           |
| 383447     | 2006 WU103 | 19 nov 2006 | Kitt Peak         | Spacewatch          | —         | MPC                           |
| 383448     | 2006 WD105 | 19 nov 2006 | Kitt Peak         | Spacewatch          | —         | MPC                           |
| 383449     | 2006 WK127 | 24 nov 2006 | Siding Spring     | SSS                 | —         | MPC                           |
| 383450     | 2006 WL129 | 23 nov 2006 | Kitt Peak         | Spacewatch          | —         | MPC                           |
| 383451     | 2006 WV152 | 21 nov 2006 | Mount Lemmon      | Mount Lemmon Survey | —         | MPC                           |
| 383452     | 2006 WE158 | 17 nov 2006 | Kitt Peak         | Spacewatch          | —         | MPC                           |
| 383453     | 2006 WD201 | 16 nov 2006 | Mount Lemmon      | Mount Lemmon Survey | —         | MPC                           |
| 383454     | 2006 WC205 | 19 nov 2006 | Kitt Peak         | Spacewatch          | —         | MPC                           |
| 383455     | 2006 XU17  | 10 dez 2006 | Kitt Peak         | Spacewatch          | —         | MPC                           |
| 383456     | 2006 XP32  | 9 dez 2006  | Kitt Peak         | Spacewatch          | —         | MPC                           |
| 383457     | 2006 XK43  | 23 out 2006 | Mount Lemmon      | Mount Lemmon Survey | —         | MPC                           |
| 383458     | 2006 XW43  | 12 dez 2006 | Kitt Peak         | Spacewatch          | —         | MPC                           |
| 383459     | 2006 XY70  | 13 dez 2006 | Mount Lemmon      | Mount Lemmon Survey | —         | MPC                           |
| 383460     | 2006 XG72  | 10 dez 2006 | Kitt Peak         | Spacewatch          | —         | MPC                           |
| 383461     | 2006 YP3   | 16 dez 2006 | Kitt Peak         | Spacewatch          | —         | MPC                           |
| 383462     | 2006 YD4   | 16 dez 2006 | Mount Lemmon      | Mount Lemmon Survey | —         | MPC                           |
| 383463     | 2006 YK12  | 20 dez 2006 | Nyukasa           | Mount Nyukasa Stn.  | —         | MPC                           |
| 383464     | 2006 YH18  | 22 dez 2006 | Socorro           | LINEAR              | —         | MPC                           |
| 383465     | 2006 YZ18  | 24 dez 2006 | Mount Lemmon      | Mount Lemmon Survey | —         | MPC                           |
| 383466     | 2006 YJ35  | 21 dez 2006 | Kitt Peak         | Spacewatch          | —         | MPC                           |
| 383467     | 2006 YG37  | 21 dez 2006 | Kitt Peak         | Spacewatch          | —         | MPC                           |
| 383468     | 2006 YH38  | 21 dez 2006 | Kitt Peak         | Spacewatch          | —         | MPC                           |
| 383469     | 2006 YV39  | 22 dez 2006 | Kitt Peak         | Spacewatch          | —         | MPC                           |
| 383470     | 2006 YC40  | 10 dez 2006 | Kitt Peak         | Spacewatch          | —         | MPC                           |
| 383471     | 2006 YU51  | 24 dez 2006 | Mount Lemmon      | Mount Lemmon Survey | —         | MPC                           |
| 383472     | 2006 YX52  | 27 dez 2006 | Mount Lemmon      | Mount Lemmon Survey | —         | MPC                           |
| 383473     | 2007 AB1   | 8 jan 2007  | Mount Lemmon      | Mount Lemmon Survey | —         | MPC                           |
| 383474     | 2007 AC5   | 8 jan 2007  | Mount Lemmon      | Mount Lemmon Survey | —         | MPC                           |
| 383475     | 2007 AU8   | 11 jan 2007 | Gnosca            | S. Sposetti         | —         | MPC                           |
| 383476     | 2007 AH29  | 10 jan 2007 | Mount Lemmon      | Mount Lemmon Survey | —         | MPC                           |
| 383477     | 2007 AA30  | 9 jan 2007  | Kitt Peak         | Spacewatch          | —         | MPC                           |
| 383478     | 2007 AM30  | 10 jan 2007 | Mount Lemmon      | Mount Lemmon Survey | Mitidika  | MPC                           |
| 383479     | 2007 BR    | 16 jan 2007 | Socorro           | LINEAR              | —         | MPC                           |
| 383480     | 2007 BU1   | 16 jan 2007 | Mount Lemmon      | Mount Lemmon Survey | —         | MPC                           |
| 383481     | 2007 BZ13  | 17 jan 2007 | Kitt Peak         | Spacewatch          | —         | MPC                           |
| 383482     | 2007 BN14  | 17 jan 2007 | Kitt Peak         | Spacewatch          | Pallas    | MPC                           |
| 383483     | 2007 BX14  | 17 jan 2007 | Kitt Peak         | Spacewatch          | —         | MPC                           |
| 383484     | 2007 BA22  | 24 jan 2007 | Socorro           | LINEAR              | —         | MPC                           |
| 383485     | 2007 BW23  | 24 jan 2007 | Mount Lemmon      | Mount Lemmon Survey | —         | MPC                           |
| 383486     | 2007 BL28  | 24 jan 2007 | Mount Lemmon      | Mount Lemmon Survey | Mitidika  | MPC                           |
| 383487     | 2007 BV28  | 17 jan 2007 | Mount Lemmon      | Mount Lemmon Survey | Pallas    | MPC                           |
| 383488     | 2007 BK40  | 24 jan 2007 | Mount Lemmon      | Mount Lemmon Survey | —         | MPC                           |
| 383489     | 2007 BH43  | 24 jan 2007 | Mount Lemmon      | Mount Lemmon Survey | —         | MPC                           |
| 383490     | 2007 BQ43  | 24 jan 2007 | Catalina          | CSS                 | —         | MPC                           |
| 383491     | 2007 BF48  | 26 jan 2007 | Kitt Peak         | Spacewatch          | —         | MPC                           |
| 383492     | 2007 BK50  | 21 jan 2007 | Nogales           | J.-C. Merlin        | Mitidika  | MPC                           |
| 383493     | 2007 BQ51  | 17 jan 2007 | Kitt Peak         | Spacewatch          | —         | MPC                           |
| 383494     | 2007 BB56  | 27 nov 2006 | Mount Lemmon      | Mount Lemmon Survey | —         | MPC                           |
| 383495     | 2007 BX57  | 24 jan 2007 | Socorro           | LINEAR              | —         | MPC                           |
| 383496     | 2007 BP62  | 10 jan 2007 | Mount Lemmon      | Mount Lemmon Survey | —         | MPC                           |
| 383497     | 2007 BW62  | 10 jan 2007 | Mount Lemmon      | Mount Lemmon Survey | —         | MPC                           |
| 383498     | 2007 BG74  | 17 jan 2007 | Kitt Peak         | Spacewatch          | —         | MPC                           |
| 383499     | 2007 BD76  | 28 jan 2007 | Kitt Peak         | Spacewatch          | —         | MPC                           |
| 383500     | 2007 BK100 | 17 jan 2007 | Kitt Peak         | Spacewatch          | —         | MPC                           |

## 383501–383600
| Designação | Designação | Descoberta  | Descoberta    | Descobridor(es)     | Categoria | Mais informações / Referência |
| Permanente | Provisória | Data        | Local         | Descobridor(es)     | Categoria | Mais informações / Referência |
| ---------- | ---------- | ----------- | ------------- | ------------------- | --------- | ----------------------------- |
| 383501     | 2007 CA1   | 6 fev 2007  | Kitt Peak     | Spacewatch          | —         | MPC                           |
| 383502     | 2007 CY1   | 6 fev 2007  | Kitt Peak     | Spacewatch          | —         | MPC                           |
| 383503     | 2007 CW9   | 6 fev 2007  | Mount Lemmon  | Mount Lemmon Survey | —         | MPC                           |
| 383504     | 2007 CD11  | 6 fev 2007  | Mount Lemmon  | Mount Lemmon Survey | —         | MPC                           |
| 383505     | 2007 CD16  | 6 fev 2007  | Mount Lemmon  | Mount Lemmon Survey | —         | MPC                           |
| 383506     | 2007 CU16  | 8 fev 2007  | Mount Lemmon  | Mount Lemmon Survey | —         | MPC                           |
| 383507     | 2007 CX17  | 8 fev 2007  | Mount Lemmon  | Mount Lemmon Survey | —         | MPC                           |
| 383508     | 2007 CV18  | 9 fev 2007  | Nogales       | J.-C. Merlin        | Mitidika  | MPC                           |
| 383509     | 2007 CC20  | 6 fev 2007  | Palomar       | NEAT                | —         | MPC                           |
| 383510     | 2007 CE21  | 6 fev 2007  | Mount Lemmon  | Mount Lemmon Survey | —         | MPC                           |
| 383511     | 2007 CC23  | 29 jan 2007 | Mount Lemmon  | Mount Lemmon Survey | —         | MPC                           |
| 383512     | 2007 CU25  | 9 fev 2007  | Kitt Peak     | Spacewatch          | —         | MPC                           |
| 383513     | 2007 CC26  | 9 fev 2007  | Catalina      | CSS                 | —         | MPC                           |
| 383514     | 2007 CK34  | 6 fev 2007  | Mount Lemmon  | Mount Lemmon Survey | Juno      | MPC                           |
| 383515     | 2007 CO40  | 7 fev 2007  | Kitt Peak     | Spacewatch          | —         | MPC                           |
| 383516     | 2007 CF45  | 8 fev 2007  | Palomar       | NEAT                | —         | MPC                           |
| 383517     | 2007 CJ45  | 8 fev 2007  | Palomar       | NEAT                | —         | MPC                           |
| 383518     | 2007 CO47  | 10 fev 2007 | Palomar       | NEAT                | —         | MPC                           |
| 383519     | 2007 CX52  | 13 fev 2007 | Socorro       | LINEAR              | —         | MPC                           |
| 383520     | 2007 CQ55  | 13 dez 2006 | Mount Lemmon  | Mount Lemmon Survey | —         | MPC                           |
| 383521     | 2007 CV55  | 13 fev 2007 | Mount Lemmon  | Mount Lemmon Survey | —         | MPC                           |
| 383522     | 2007 CX65  | 8 fev 2007  | Kitt Peak     | Spacewatch          | —         | MPC                           |
| 383523     | 2007 DE2   | 16 fev 2007 | Catalina      | CSS                 | —         | MPC                           |
| 383524     | 2007 DD5   | 17 fev 2007 | Kitt Peak     | Spacewatch          | —         | MPC                           |
| 383525     | 2007 DT6   | 17 fev 2007 | Mount Lemmon  | Mount Lemmon Survey | —         | MPC                           |
| 383526     | 2007 DB18  | 17 fev 2007 | Kitt Peak     | Spacewatch          | —         | MPC                           |
| 383527     | 2007 DT21  | 17 fev 2007 | Kitt Peak     | Spacewatch          | —         | MPC                           |
| 383528     | 2007 DN36  | 17 fev 2007 | Kitt Peak     | Spacewatch          | —         | MPC                           |
| 383529     | 2007 DG41  | 19 fev 2007 | Mount Lemmon  | Mount Lemmon Survey | —         | MPC                           |
| 383530     | 2007 DE45  | 19 fev 2007 | Mount Lemmon  | Mount Lemmon Survey | Pallas    | MPC                           |
| 383531     | 2007 DE48  | 21 fev 2007 | Mount Lemmon  | Mount Lemmon Survey | —         | MPC                           |
| 383532     | 2007 DY48  | 21 fev 2007 | Mount Lemmon  | Mount Lemmon Survey | Mitidika  | MPC                           |
| 383533     | 2007 DW52  | 19 fev 2007 | Mount Lemmon  | Mount Lemmon Survey | —         | MPC                           |
| 383534     | 2007 DG54  | 21 fev 2007 | Kitt Peak     | Spacewatch          | —         | MPC                           |
| 383535     | 2007 DS55  | 21 fev 2007 | Kitt Peak     | Spacewatch          | —         | MPC                           |
| 383536     | 2007 DY55  | 21 fev 2007 | Kitt Peak     | Spacewatch          | —         | MPC                           |
| 383537     | 2007 DK59  | 1 out 2005  | Catalina      | CSS                 | —         | MPC                           |
| 383538     | 2007 DT64  | 21 fev 2007 | Kitt Peak     | Spacewatch          | —         | MPC                           |
| 383539     | 2007 DJ67  | 21 fev 2007 | Kitt Peak     | Spacewatch          | —         | MPC                           |
| 383540     | 2007 DL70  | 21 fev 2007 | Kitt Peak     | Spacewatch          | —         | MPC                           |
| 383541     | 2007 DR76  | 23 jan 2007 | Anderson Mesa | LONEOS              | —         | MPC                           |
| 383542     | 2007 DM83  | 25 fev 2007 | Mount Lemmon  | Mount Lemmon Survey | Mitidika  | MPC                           |
| 383543     | 2007 DN83  | 25 fev 2007 | Mount Lemmon  | Mount Lemmon Survey | —         | MPC                           |
| 383544     | 2007 DN90  | 23 fev 2007 | Kitt Peak     | Spacewatch          | —         | MPC                           |
| 383545     | 2007 DQ91  | 23 fev 2007 | Mount Lemmon  | Mount Lemmon Survey | Mitidika  | MPC                           |
| 383546     | 2007 DN92  | 23 fev 2007 | Kitt Peak     | Spacewatch          | —         | MPC                           |
| 383547     | 2007 DR106 | 17 fev 2007 | Mount Lemmon  | Mount Lemmon Survey | Mitidika  | MPC                           |
| 383548     | 2007 EM4   | 9 mar 2007  | Mount Lemmon  | Mount Lemmon Survey | —         | MPC                           |
| 383549     | 2007 ET5   | 27 jan 2007 | Mount Lemmon  | Mount Lemmon Survey | —         | MPC                           |
| 383550     | 2007 ET8   | 9 mar 2007  | Mount Lemmon  | Mount Lemmon Survey | Mitidika  | MPC                           |
| 383551     | 2007 EA9   | 9 mar 2007  | Mount Lemmon  | Mount Lemmon Survey | —         | MPC                           |
| 383552     | 2007 EX10  | 9 mar 2007  | Kitt Peak     | Spacewatch          | —         | MPC                           |
| 383553     | 2007 EM15  | 9 fev 2007  | Kitt Peak     | Spacewatch          | —         | MPC                           |
| 383554     | 2007 EN17  | 9 mar 2007  | Mount Lemmon  | Mount Lemmon Survey | —         | MPC                           |
| 383555     | 2007 EG22  | 7 fev 2007  | Kitt Peak     | Spacewatch          | —         | MPC                           |
| 383556     | 2007 EH28  | 9 mar 2007  | Mount Lemmon  | Mount Lemmon Survey | —         | MPC                           |
| 383557     | 2007 EC39  | 12 mar 2007 | Mount Lemmon  | Mount Lemmon Survey | —         | MPC                           |
| 383558     | 2007 EQ41  | 9 mar 2007  | Mount Lemmon  | Mount Lemmon Survey | —         | MPC                           |
| 383559     | 2007 EV58  | 9 mar 2007  | Mount Lemmon  | Mount Lemmon Survey | —         | MPC                           |
| 383560     | 2007 EZ72  | 10 mar 2007 | Kitt Peak     | Spacewatch          | —         | MPC                           |
| 383561     | 2007 EV104 | 26 fev 2007 | Mount Lemmon  | Mount Lemmon Survey | —         | MPC                           |
| 383562     | 2007 EW104 | 11 mar 2007 | Mount Lemmon  | Mount Lemmon Survey | —         | MPC                           |
| 383563     | 2007 EV129 | 9 mar 2007  | Mount Lemmon  | Mount Lemmon Survey | —         | MPC                           |
| 383564     | 2007 EP136 | 10 mar 2007 | Mount Lemmon  | Mount Lemmon Survey | Mitidika  | MPC                           |
| 383565     | 2007 ES136 | 10 mar 2007 | Kitt Peak     | Spacewatch          | —         | MPC                           |
| 383566     | 2007 EQ150 | 12 mar 2007 | Mount Lemmon  | Mount Lemmon Survey | —         | MPC                           |
| 383567     | 2007 EQ156 | 12 mar 2007 | Kitt Peak     | Spacewatch          | —         | MPC                           |
| 383568     | 2007 EO158 | 14 mar 2007 | Mount Lemmon  | Mount Lemmon Survey | —         | MPC                           |
| 383569     | 2007 EY161 | 29 jan 2007 | Kitt Peak     | Spacewatch          | —         | MPC                           |
| 383570     | 2007 EY169 | 14 mar 2007 | Mount Lemmon  | Mount Lemmon Survey | Mitidika  | MPC                           |
| 383571     | 2007 EJ179 | 14 mar 2007 | Kitt Peak     | Spacewatch          | —         | MPC                           |
| 383572     | 2007 ES184 | 13 mar 2007 | Catalina      | CSS                 | —         | MPC                           |
| 383573     | 2007 ER189 | 13 mar 2007 | Mount Lemmon  | Mount Lemmon Survey | —         | MPC                           |
| 383574     | 2007 ER191 | 13 mar 2007 | Kitt Peak     | Spacewatch          | —         | MPC                           |
| 383575     | 2007 ED198 | 15 mar 2007 | Kitt Peak     | Spacewatch          | —         | MPC                           |
| 383576     | 2007 EA207 | 14 mar 2007 | Kitt Peak     | Spacewatch          | —         | MPC                           |
| 383577     | 2007 EK210 | 8 mar 2007  | Palomar       | NEAT                | —         | MPC                           |
| 383578     | 2007 EA214 | 11 mar 2007 | Mount Lemmon  | Mount Lemmon Survey | Mitidika  | MPC                           |
| 383579     | 2007 FU1   | 17 mar 2007 | Anderson Mesa | LONEOS              | —         | MPC                           |
| 383580     | 2007 FA3   | 17 mar 2007 | Anderson Mesa | LONEOS              | —         | MPC                           |
| 383581     | 2007 FS22  | 20 mar 2007 | Kitt Peak     | Spacewatch          | Mitidika  | MPC                           |
| 383582     | 2007 FN36  | 26 mar 2007 | Mount Lemmon  | Mount Lemmon Survey | Chloris   | MPC                           |
| 383583     | 2007 FP45  | 26 mar 2007 | Mount Lemmon  | Mount Lemmon Survey | Mitidika  | MPC                           |
| 383584     | 2007 GD1   | 9 abr 2007  | Črni Vrh      | Črni Vrh            | —         | MPC                           |
| 383585     | 2007 GP8   | 7 abr 2007  | Mount Lemmon  | Mount Lemmon Survey | —         | MPC                           |
| 383586     | 2007 GY11  | 11 abr 2007 | Kitt Peak     | Spacewatch          | —         | MPC                           |
| 383587     | 2007 GF16  | 11 mar 2007 | Mount Lemmon  | Mount Lemmon Survey | —         | MPC                           |
| 383588     | 2007 GC33  | 11 abr 2007 | Kitt Peak     | Spacewatch          | Mitidika  | MPC                           |
| 383589     | 2007 GQ33  | 11 abr 2007 | Mount Lemmon  | Mount Lemmon Survey | —         | MPC                           |
| 383590     | 2007 GQ45  | 14 abr 2007 | Kitt Peak     | Spacewatch          | —         | MPC                           |
| 383591     | 2007 GU45  | 14 mar 2007 | Mount Lemmon  | Mount Lemmon Survey | Eos       | MPC                           |
| 383592     | 2007 GC52  | 15 abr 2007 | Kitt Peak     | Spacewatch          | —         | MPC                           |
| 383593     | 2007 GV61  | 15 abr 2007 | Catalina      | CSS                 | —         | MPC                           |
| 383594     | 2007 GO70  | 15 abr 2007 | Mount Lemmon  | Mount Lemmon Survey | —         | MPC                           |
| 383595     | 2007 HB1   | 16 abr 2007 | Catalina      | CSS                 | —         | MPC                           |
| 383596     | 2007 HT2   | 16 abr 2007 | Mount Lemmon  | Mount Lemmon Survey | —         | MPC                           |
| 383597     | 2007 HO9   | 18 abr 2007 | Kitt Peak     | Spacewatch          | —         | MPC                           |
| 383598     | 2007 HU14  | 20 abr 2007 | Saint-Sulpice | B. Christophe       | —         | MPC                           |
| 383599     | 2007 HH20  | 18 abr 2007 | Kitt Peak     | Spacewatch          | —         | MPC                           |
| 383600     | 2007 HK24  | 18 abr 2007 | Kitt Peak     | Spacewatch          | —         | MPC                           |

## 383601–383700
| Designação | Designação | Descoberta  | Descoberta           | Descobridor(es)       | Categoria | Mais informações / Referência |
| Permanente | Provisória | Data        | Local                | Descobridor(es)       | Categoria | Mais informações / Referência |
| ---------- | ---------- | ----------- | -------------------- | --------------------- | --------- | ----------------------------- |
| 383601     | 2007 HF29  | 19 abr 2007 | Mount Lemmon         | Mount Lemmon Survey   | —         | MPC                           |
| 383602     | 2007 HU35  | 19 abr 2007 | Kitt Peak            | Spacewatch            | —         | MPC                           |
| 383603     | 2007 HW36  | 19 abr 2007 | Kitt Peak            | Spacewatch            | —         | MPC                           |
| 383604     | 2007 HA42  | 22 abr 2007 | Mount Lemmon         | Mount Lemmon Survey   | —         | MPC                           |
| 383605     | 2007 HW76  | 23 abr 2007 | Kitt Peak            | Spacewatch            | —         | MPC                           |
| 383606     | 2007 HP83  | 23 abr 2007 | Kitt Peak            | Spacewatch            | —         | MPC                           |
| 383607     | 2007 JC10  | 5 mai 2007  | Bergisch Gladbach    | W. Bickel             | —         | MPC                           |
| 383608     | 2007 JX17  | 7 mai 2007  | Mount Lemmon         | Mount Lemmon Survey   | —         | MPC                           |
| 383609     | 2007 JJ20  | 11 mai 2007 | Mount Lemmon         | Mount Lemmon Survey   | —         | MPC                           |
| 383610     | 2007 JJ35  | 14 mai 2007 | Siding Spring        | SSS                   | —         | MPC                           |
| 383611     | 2007 JF42  | 11 mai 2007 | Kitt Peak            | Spacewatch            | Juno      | MPC                           |
| 383612     | 2007 KD3   | 21 mai 2007 | Catalina             | CSS                   | —         | MPC                           |
| 383613     | 2007 KW7   | 16 abr 2007 | Catalina             | CSS                   | Phocaea   | MPC                           |
| 383614     | 2007 LL3   | 13 mai 2007 | Kitt Peak            | Spacewatch            | —         | MPC                           |
| 383615     | 2007 LQ12  | 9 jun 2007  | Kitt Peak            | Spacewatch            | —         | MPC                           |
| 383616     | 2007 LW21  | 12 jun 2007 | Kitt Peak            | Spacewatch            | —         | MPC                           |
| 383617     | 2007 MS    | 16 jun 2007 | Kitt Peak            | Spacewatch            | —         | MPC                           |
| 383618     | 2007 ME21  | 21 jun 2007 | Mount Lemmon         | Mount Lemmon Survey   | Phocaea   | MPC                           |
| 383619     | 2007 MP27  | 23 jun 2007 | Siding Spring        | SSS                   | —         | MPC                           |
| 383620     | 2007 NG3   | 13 jul 2007 | Wrightwood           | J. W. Young           | Hygiea    | MPC                           |
| 383621     | 2007 NQ5   | 13 jul 2007 | Lulin                | LUSS                  | —         | MPC                           |
| 383622     | 2007 PJ9   | 11 ago 2007 | Vallemare di Borbona | V. S. Casulli         | —         | MPC                           |
| 383623     | 2007 PF12  | 10 ago 2007 | Tiki                 | S. F. Hönig, N. Teamo | —         | MPC                           |
| 383624     | 2007 PH21  | 9 ago 2007  | Socorro              | LINEAR                | Juno      | MPC                           |
| 383625     | 2007 PK34  | 8 ago 2007  | Socorro              | LINEAR                | —         | MPC                           |
| 383626     | 2007 QE15  | 4 mai 2006  | Kitt Peak            | Spacewatch            | —         | MPC                           |
| 383627     | 2007 RO42  | 8 mar 2005  | Kitt Peak            | Spacewatch            | —         | MPC                           |
| 383628     | 2007 RF67  | 10 set 2007 | Mount Lemmon         | Mount Lemmon Survey   | —         | MPC                           |
| 383629     | 2007 RO77  | 10 set 2007 | Mount Lemmon         | Mount Lemmon Survey   | —         | MPC                           |
| 383630     | 2007 RW93  | 10 set 2007 | Kitt Peak            | Spacewatch            | Brangane  | MPC                           |
| 383631     | 2007 RD95  | 10 set 2007 | Kitt Peak            | Spacewatch            | —         | MPC                           |
| 383632     | 2007 RH162 | 12 set 2007 | Anderson Mesa        | LONEOS                | —         | MPC                           |
| 383633     | 2007 RY162 | 10 ago 2007 | Kitt Peak            | Spacewatch            | —         | MPC                           |
| 383634     | 2007 RH170 | 24 ago 2007 | Kitt Peak            | Spacewatch            | —         | MPC                           |
| 383635     | 2007 RC173 | 10 set 2007 | Kitt Peak            | Spacewatch            | —         | MPC                           |
| 383636     | 2007 RL208 | 10 set 2007 | Kitt Peak            | Spacewatch            | —         | MPC                           |
| 383637     | 2007 RH226 | 10 set 2007 | Kitt Peak            | Spacewatch            | —         | MPC                           |
| 383638     | 2007 RT247 | 13 set 2007 | Catalina             | CSS                   | —         | MPC                           |
| 383639     | 2007 RF251 | 20 dez 2004 | Mount Lemmon         | Mount Lemmon Survey   | —         | MPC                           |
| 383640     | 2007 RE288 | 11 set 2007 | Kitt Peak            | Spacewatch            | —         | MPC                           |
| 383641     | 2007 RW291 | 12 set 2007 | Mount Lemmon         | Mount Lemmon Survey   | —         | MPC                           |
| 383642     | 2007 RJ292 | 12 set 2007 | Mount Lemmon         | Mount Lemmon Survey   | —         | MPC                           |
| 383643     | 2007 RN292 | 12 set 2007 | Mount Lemmon         | Mount Lemmon Survey   | —         | MPC                           |
| 383644     | 2007 RD294 | 13 set 2007 | Kitt Peak            | Spacewatch            | —         | MPC                           |
| 383645     | 2007 RA298 | 5 set 2007  | Catalina             | CSS                   | —         | MPC                           |
| 383646     | 2007 RJ316 | 5 set 2007  | Anderson Mesa        | LONEOS                | —         | MPC                           |
| 383647     | 2007 RB324 | 14 set 2007 | Socorro              | LINEAR                | Brangane  | MPC                           |
| 383648     | 2007 SU6   | 16 out 1998 | Kitt Peak            | Spacewatch            | —         | MPC                           |
| 383649     | 2007 SL9   | 18 set 2007 | Kitt Peak            | Spacewatch            | —         | MPC                           |
| 383650     | 2007 SN18  | 20 set 2007 | Siding Spring        | SSS                   | —         | MPC                           |
| 383651     | 2007 TD15  | 8 out 2007  | Catalina             | CSS                   | —         | MPC                           |
| 383652     | 2007 TT37  | 4 out 2007  | Catalina             | CSS                   | —         | MPC                           |
| 383653     | 2007 TK46  | 8 out 2007  | Catalina             | CSS                   | Brangane  | MPC                           |
| 383654     | 2007 TD52  | 4 out 2007  | Kitt Peak            | Spacewatch            | —         | MPC                           |
| 383655     | 2007 TD99  | 8 out 2007  | Mount Lemmon         | Mount Lemmon Survey   | —         | MPC                           |
| 383656     | 2007 TE101 | 8 out 2007  | Mount Lemmon         | Mount Lemmon Survey   | —         | MPC                           |
| 383657     | 2007 TR102 | 8 out 2007  | Mount Lemmon         | Mount Lemmon Survey   | —         | MPC                           |
| 383658     | 2007 TZ109 | 7 out 2007  | Catalina             | CSS                   | —         | MPC                           |
| 383659     | 2007 TB110 | 5 set 2007  | Catalina             | CSS                   | —         | MPC                           |
| 383660     | 2007 TS128 | 6 out 2007  | Kitt Peak            | Spacewatch            | —         | MPC                           |
| 383661     | 2007 TL133 | 7 out 2007  | Mount Lemmon         | Mount Lemmon Survey   | Brangane  | MPC                           |
| 383662     | 2007 TG137 | 8 out 2007  | Catalina             | CSS                   | —         | MPC                           |
| 383663     | 2007 TX138 | 9 out 2007  | Catalina             | CSS                   | —         | MPC                           |
| 383664     | 2007 TB141 | 9 out 2007  | Kitt Peak            | Spacewatch            | Brangane  | MPC                           |
| 383665     | 2007 TG155 | 15 set 2007 | Anderson Mesa        | LONEOS                | —         | MPC                           |
| 383666     | 2007 TK160 | 9 out 2007  | Socorro              | LINEAR                | —         | MPC                           |
| 383667     | 2007 TY167 | 12 out 2007 | Socorro              | LINEAR                | —         | MPC                           |
| 383668     | 2007 TB173 | 10 set 2007 | Mount Lemmon         | Mount Lemmon Survey   | —         | MPC                           |
| 383669     | 2007 TJ175 | 4 out 2007  | Kitt Peak            | Spacewatch            | Brangane  | MPC                           |
| 383670     | 2007 TQ175 | 4 out 2007  | Kitt Peak            | Spacewatch            | —         | MPC                           |
| 383671     | 2007 TH180 | 8 out 2007  | Kitt Peak            | Spacewatch            | —         | MPC                           |
| 383672     | 2007 TC183 | 8 out 2007  | Purple Mountain      | PMO NEO               | Brangane  | MPC                           |
| 383673     | 2007 TY186 | 20 set 2007 | Kitt Peak            | Spacewatch            | —         | MPC                           |
| 383674     | 2007 TY210 | 7 out 2007  | Kitt Peak            | Spacewatch            | Brangane  | MPC                           |
| 383675     | 2007 TL211 | 7 out 2007  | Kitt Peak            | Spacewatch            | —         | MPC                           |
| 383676     | 2007 TT214 | 7 out 2007  | Catalina             | CSS                   | —         | MPC                           |
| 383677     | 2007 TS225 | 8 out 2007  | Mount Lemmon         | Mount Lemmon Survey   | —         | MPC                           |
| 383678     | 2007 TA234 | 8 out 2007  | Kitt Peak            | Spacewatch            | —         | MPC                           |
| 383679     | 2007 TL235 | 9 out 2007  | Mount Lemmon         | Mount Lemmon Survey   | —         | MPC                           |
| 383680     | 2007 TU240 | 5 out 2007  | Siding Spring        | SSS                   | —         | MPC                           |
| 383681     | 2007 TV243 | 8 out 2007  | Catalina             | CSS                   | —         | MPC                           |
| 383682     | 2007 TC244 | 8 out 2007  | Catalina             | CSS                   | —         | MPC                           |
| 383683     | 2007 TO250 | 11 out 2007 | Mount Lemmon         | Mount Lemmon Survey   | Brangane  | MPC                           |
| 383684     | 2007 TU261 | 10 out 2007 | Kitt Peak            | Spacewatch            | —         | MPC                           |
| 383685     | 2007 TX266 | 25 set 2007 | Mount Lemmon         | Mount Lemmon Survey   | —         | MPC                           |
| 383686     | 2007 TR271 | 9 out 2007  | Kitt Peak            | Spacewatch            | Themis    | MPC                           |
| 383687     | 2007 TU304 | 13 out 2007 | Mount Lemmon         | Mount Lemmon Survey   | —         | MPC                           |
| 383688     | 2007 TX314 | 18 set 1995 | Kitt Peak            | Spacewatch            | —         | MPC                           |
| 383689     | 2007 TD319 | 12 out 2007 | Kitt Peak            | Spacewatch            | —         | MPC                           |
| 383690     | 2007 TT343 | 10 out 2007 | Mount Lemmon         | Mount Lemmon Survey   | Ursula    | MPC                           |
| 383691     | 2007 TY354 | 16 mai 2005 | Kitt Peak            | Spacewatch            | Brangane  | MPC                           |
| 383692     | 2007 TW360 | 14 out 2007 | Mount Lemmon         | Mount Lemmon Survey   | —         | MPC                           |
| 383693     | 2007 TG382 | 14 out 2007 | Kitt Peak            | Spacewatch            | —         | MPC                           |
| 383694     | 2007 TS383 | 14 out 2007 | Kitt Peak            | Spacewatch            | —         | MPC                           |
| 383695     | 2007 TZ385 | 15 out 2007 | Catalina             | CSS                   | —         | MPC                           |
| 383696     | 2007 TO403 | 15 out 2007 | Kitt Peak            | Spacewatch            | Brangane  | MPC                           |
| 383697     | 2007 TF406 | 15 out 2007 | Kitt Peak            | Spacewatch            | —         | MPC                           |
| 383698     | 2007 TU407 | 15 out 2007 | Mount Lemmon         | Mount Lemmon Survey   | —         | MPC                           |
| 383699     | 2007 TV408 | 14 out 2007 | Catalina             | CSS                   | —         | MPC                           |
| 383700     | 2007 TV421 | 13 set 2007 | Catalina             | CSS                   | —         | MPC                           |

## 383701–383800
| Designação | Designação | Descoberta  | Descoberta      | Descobridor(es)     | Categoria | Mais informações / Referência |
| Permanente | Provisória | Data        | Local           | Descobridor(es)     | Categoria | Mais informações / Referência |
| ---------- | ---------- | ----------- | --------------- | ------------------- | --------- | ----------------------------- |
| 383701     | 2007 TT426 | 9 out 2007  | Kitt Peak       | Spacewatch          | —         | MPC                           |
| 383702     | 2007 TK436 | 4 set 2007  | Catalina        | CSS                 | Eos       | MPC                           |
| 383703     | 2007 TK441 | 10 out 2007 | Catalina        | CSS                 | —         | MPC                           |
| 383704     | 2007 TV441 | 8 out 2007  | Catalina        | CSS                 | —         | MPC                           |
| 383705     | 2007 TT444 | 10 out 2007 | Kitt Peak       | Spacewatch          | Brangane  | MPC                           |
| 383706     | 2007 TA445 | 13 set 2007 | Catalina        | CSS                 | —         | MPC                           |
| 383707     | 2007 TN445 | 6 out 2007  | Socorro         | LINEAR              | —         | MPC                           |
| 383708     | 2007 TX449 | 10 out 2007 | Kitt Peak       | Spacewatch          | —         | MPC                           |
| 383709     | 2007 TY450 | 13 out 2007 | Mount Lemmon    | Mount Lemmon Survey | —         | MPC                           |
| 383710     | 2007 UB    | 16 out 2007 | Mayhill         | A. Lowe             | —         | MPC                           |
| 383711     | 2007 UG5   | 10 out 2007 | Kitt Peak       | Spacewatch          | —         | MPC                           |
| 383712     | 2007 UG8   | 16 out 2007 | Catalina        | CSS                 | —         | MPC                           |
| 383713     | 2007 UW24  | 8 out 2007  | Kitt Peak       | Spacewatch          | —         | MPC                           |
| 383714     | 2007 UU37  | 19 out 2007 | Catalina        | CSS                 | —         | MPC                           |
| 383715     | 2007 UL43  | 18 out 2007 | Kitt Peak       | Spacewatch          | —         | MPC                           |
| 383716     | 2007 UY45  | 19 out 2007 | Catalina        | CSS                 | —         | MPC                           |
| 383717     | 2007 UA46  | 10 mar 2005 | Mount Lemmon    | Mount Lemmon Survey | —         | MPC                           |
| 383718     | 2007 UD48  | 20 out 2007 | Mount Lemmon    | Mount Lemmon Survey | —         | MPC                           |
| 383719     | 2007 UN59  | 10 set 2007 | Mount Lemmon    | Mount Lemmon Survey | —         | MPC                           |
| 383720     | 2007 UW72  | 31 out 2007 | Mount Lemmon    | Mount Lemmon Survey | —         | MPC                           |
| 383721     | 2007 UD77  | 31 out 2007 | Mount Lemmon    | Mount Lemmon Survey | —         | MPC                           |
| 383722     | 2007 UN79  | 30 out 2007 | Mount Lemmon    | Mount Lemmon Survey | —         | MPC                           |
| 383723     | 2007 UR81  | 30 out 2007 | Kitt Peak       | Spacewatch          | —         | MPC                           |
| 383724     | 2007 UJ87  | 30 out 2007 | Kitt Peak       | Spacewatch          | —         | MPC                           |
| 383725     | 2007 UE89  | 30 out 2007 | Mount Lemmon    | Mount Lemmon Survey | Ursula    | MPC                           |
| 383726     | 2007 UD94  | 12 set 2007 | Mount Lemmon    | Mount Lemmon Survey | —         | MPC                           |
| 383727     | 2007 UK99  | 14 set 2007 | Mount Lemmon    | Mount Lemmon Survey | —         | MPC                           |
| 383728     | 2007 UF100 | 30 out 2007 | Kitt Peak       | Spacewatch          | —         | MPC                           |
| 383729     | 2007 UU120 | 9 out 2007  | Kitt Peak       | Spacewatch          | —         | MPC                           |
| 383730     | 2007 UW122 | 30 out 2007 | Kitt Peak       | Spacewatch          | —         | MPC                           |
| 383731     | 2007 US128 | 21 out 2007 | Mount Lemmon    | Mount Lemmon Survey | Ursula    | MPC                           |
| 383732     | 2007 UH136 | 16 out 2007 | Catalina        | CSS                 | —         | MPC                           |
| 383733     | 2007 UC140 | 16 out 2007 | Mount Lemmon    | Mount Lemmon Survey | —         | MPC                           |
| 383734     | 2007 VS4   | 5 jan 2003  | Socorro         | LINEAR              | —         | MPC                           |
| 383735     | 2007 VA11  | 1 nov 2007  | Kitt Peak       | Spacewatch          | —         | MPC                           |
| 383736     | 2007 VR13  | 1 nov 2007  | Kitt Peak       | Spacewatch          | —         | MPC                           |
| 383737     | 2007 VW14  | 1 nov 2007  | Kitt Peak       | Spacewatch          | —         | MPC                           |
| 383738     | 2007 VA30  | 5 out 2007  | Kitt Peak       | Spacewatch          | —         | MPC                           |
| 383739     | 2007 VD33  | 2 nov 2007  | Kitt Peak       | Spacewatch          | —         | MPC                           |
| 383740     | 2007 VY47  | 9 out 2007  | Kitt Peak       | Spacewatch          | —         | MPC                           |
| 383741     | 2007 VN50  | 9 out 2007  | Kitt Peak       | Spacewatch          | —         | MPC                           |
| 383742     | 2007 VM54  | 1 nov 2007  | Kitt Peak       | Spacewatch          | —         | MPC                           |
| 383743     | 2007 VB61  | 1 nov 2007  | Kitt Peak       | Spacewatch          | —         | MPC                           |
| 383744     | 2007 VA84  | 5 nov 2007  | XuYi            | PMO NEO             | —         | MPC                           |
| 383745     | 2007 VL90  | 4 nov 2007  | Socorro         | LINEAR              | Brangane  | MPC                           |
| 383746     | 2007 VA93  | 3 nov 2007  | Socorro         | LINEAR              | —         | MPC                           |
| 383747     | 2007 VO95  | 8 nov 2007  | Socorro         | LINEAR              | —         | MPC                           |
| 383748     | 2007 VO97  | 1 nov 2007  | Kitt Peak       | Spacewatch          | —         | MPC                           |
| 383749     | 2007 VD114 | 3 nov 2007  | Kitt Peak       | Spacewatch          | —         | MPC                           |
| 383750     | 2007 VS117 | 4 nov 2007  | Mount Lemmon    | Mount Lemmon Survey | —         | MPC                           |
| 383751     | 2007 VH118 | 4 nov 2007  | Catalina        | CSS                 | —         | MPC                           |
| 383752     | 2007 VR122 | 5 nov 2007  | Kitt Peak       | Spacewatch          | Ursula    | MPC                           |
| 383753     | 2007 VH146 | 4 nov 2007  | Kitt Peak       | Spacewatch          | —         | MPC                           |
| 383754     | 2007 VF148 | 4 nov 2007  | Kitt Peak       | Spacewatch          | —         | MPC                           |
| 383755     | 2007 VP169 | 5 nov 2007  | Kitt Peak       | Spacewatch          | Brangane  | MPC                           |
| 383756     | 2007 VQ186 | 12 nov 2007 | Bisei SG Center | BATTeRS             | —         | MPC                           |
| 383757     | 2007 VQ190 | 5 nov 2007  | Catalina        | CSS                 | —         | MPC                           |
| 383758     | 2007 VH201 | 9 nov 2007  | Mount Lemmon    | Mount Lemmon Survey | —         | MPC                           |
| 383759     | 2007 VY217 | 9 nov 2007  | Kitt Peak       | Spacewatch          | —         | MPC                           |
| 383760     | 2007 VT221 | 26 set 2007 | Mount Lemmon    | Mount Lemmon Survey | —         | MPC                           |
| 383761     | 2007 VJ227 | 12 nov 2007 | Catalina        | CSS                 | —         | MPC                           |
| 383762     | 2007 VE228 | 12 nov 2007 | Mount Lemmon    | Mount Lemmon Survey | —         | MPC                           |
| 383763     | 2007 VL232 | 16 out 2007 | Mount Lemmon    | Mount Lemmon Survey | Brangane  | MPC                           |
| 383764     | 2007 VE233 | 7 nov 2007  | Catalina        | CSS                 | —         | MPC                           |
| 383765     | 2007 VT233 | 8 nov 2007  | Kitt Peak       | Spacewatch          | —         | MPC                           |
| 383766     | 2007 VU237 | 11 nov 2007 | Anderson Mesa   | LONEOS              | —         | MPC                           |
| 383767     | 2007 VV239 | 15 set 2007 | Mount Lemmon    | Mount Lemmon Survey | —         | MPC                           |
| 383768     | 2007 VU241 | 12 nov 2007 | Catalina        | CSS                 | —         | MPC                           |
| 383769     | 2007 VF242 | 5 nov 2007  | XuYi            | PMO NEO             | —         | MPC                           |
| 383770     | 2007 VO250 | 15 nov 2007 | Mount Lemmon    | Mount Lemmon Survey | —         | MPC                           |
| 383771     | 2007 VM255 | 12 nov 2007 | Mount Lemmon    | Mount Lemmon Survey | Brangane  | MPC                           |
| 383772     | 2007 VP287 | 12 nov 2007 | Mount Lemmon    | Mount Lemmon Survey | —         | MPC                           |
| 383773     | 2007 VT298 | 11 nov 2007 | Catalina        | CSS                 | —         | MPC                           |
| 383774     | 2007 VY299 | 12 nov 2007 | Catalina        | CSS                 | —         | MPC                           |
| 383775     | 2007 VC301 | 15 nov 2007 | Catalina        | CSS                 | —         | MPC                           |
| 383776     | 2007 VJ303 | 2 nov 2007  | Catalina        | CSS                 | —         | MPC                           |
| 383777     | 2007 VK309 | 12 nov 2007 | Mount Lemmon    | Mount Lemmon Survey | Brangane  | MPC                           |
| 383778     | 2007 VX315 | 8 nov 2007  | Catalina        | CSS                 | —         | MPC                           |
| 383779     | 2007 VP318 | 15 out 2007 | Mount Lemmon    | Mount Lemmon Survey | —         | MPC                           |
| 383780     | 2007 VB320 | 14 out 2007 | Catalina        | CSS                 | —         | MPC                           |
| 383781     | 2007 VV322 | 2 nov 2007  | Socorro         | LINEAR              | —         | MPC                           |
| 383782     | 2007 VH323 | 2 nov 2007  | Purple Mountain | PMO NEO             | —         | MPC                           |
| 383783     | 2007 VH330 | 3 nov 2007  | Mount Lemmon    | Mount Lemmon Survey | —         | MPC                           |
| 383784     | 2007 VP332 | 8 nov 2007  | Mount Lemmon    | Mount Lemmon Survey | —         | MPC                           |
| 383785     | 2007 WQ    | 17 out 2007 | Mount Lemmon    | Mount Lemmon Survey | —         | MPC                           |
| 383786     | 2007 WX6   | 18 nov 2007 | Socorro         | LINEAR              | —         | MPC                           |
| 383787     | 2007 WQ10  | 17 nov 2007 | Mount Lemmon    | Mount Lemmon Survey | —         | MPC                           |
| 383788     | 2007 WS13  | 18 nov 2007 | Catalina        | CSS                 | —         | MPC                           |
| 383789     | 2007 WN18  | 18 nov 2007 | Mount Lemmon    | Mount Lemmon Survey | —         | MPC                           |
| 383790     | 2007 WX18  | 18 nov 2007 | Mount Lemmon    | Mount Lemmon Survey | Brangane  | MPC                           |
| 383791     | 2007 WV22  | 17 nov 2007 | Mount Lemmon    | Mount Lemmon Survey | —         | MPC                           |
| 383792     | 2007 WX41  | 18 nov 2007 | Mount Lemmon    | Mount Lemmon Survey | —         | MPC                           |
| 383793     | 2007 WH42  | 18 nov 2007 | Mount Lemmon    | Mount Lemmon Survey | Brangane  | MPC                           |
| 383794     | 2007 WX44  | 20 nov 2007 | Mount Lemmon    | Mount Lemmon Survey | —         | MPC                           |
| 383795     | 2007 WD48  | 20 nov 2007 | Mount Lemmon    | Mount Lemmon Survey | —         | MPC                           |
| 383796     | 2007 WO49  | 20 nov 2007 | Mount Lemmon    | Mount Lemmon Survey | —         | MPC                           |
| 383797     | 2007 XX    | 3 dez 2007  | Kanab           | E. E. Sheridan      | —         | MPC                           |
| 383798     | 2007 XK5   | 4 dez 2007  | Kitt Peak       | Spacewatch          | Brangane  | MPC                           |
| 383799     | 2007 XO34  | 2 nov 2007  | Socorro         | LINEAR              | —         | MPC                           |
| 383800     | 2007 YO21  | 16 dez 2007 | Kitt Peak       | Spacewatch          | —         | MPC                           |

## 383801–383900
| Designação | Designação | Descoberta  | Descoberta       | Descobridor(es)     | Categoria | Mais informações / Referência |
| Permanente | Provisória | Data        | Local            | Descobridor(es)     | Categoria | Mais informações / Referência |
| ---------- | ---------- | ----------- | ---------------- | ------------------- | --------- | ----------------------------- |
| 383801     | 2007 YZ26  | 5 dez 2007  | Kitt Peak        | Spacewatch          | —         | MPC                           |
| 383802     | 2007 YQ30  | 28 dez 2007 | Kitt Peak        | Spacewatch          | Brangane  | MPC                           |
| 383803     | 2007 YD49  | 3 nov 2007  | Mount Lemmon     | Mount Lemmon Survey | —         | MPC                           |
| 383804     | 2007 YQ52  | 30 dez 2007 | Catalina         | CSS                 | —         | MPC                           |
| 383805     | 2007 YQ65  | 31 dez 2007 | Kitt Peak        | Spacewatch          | —         | MPC                           |
| 383806     | 2007 YN69  | 30 dez 2007 | Kitt Peak        | Spacewatch          | —         | MPC                           |
| 383807     | 2007 YQ69  | 30 dez 2007 | Kitt Peak        | Spacewatch          | —         | MPC                           |
| 383808     | 2007 YB72  | 18 dez 2007 | Mount Lemmon     | Mount Lemmon Survey | —         | MPC                           |
| 383809     | 2008 AC6   | 10 jan 2008 | Mount Lemmon     | Mount Lemmon Survey | Ursula    | MPC                           |
| 383810     | 2008 AD6   | 16 out 2007 | Mount Lemmon     | Mount Lemmon Survey | —         | MPC                           |
| 383811     | 2008 AE34  | 10 jan 2008 | Kitt Peak        | Spacewatch          | —         | MPC                           |
| 383812     | 2008 AV71  | 13 jan 2008 | Mount Lemmon     | Mount Lemmon Survey | —         | MPC                           |
| 383813     | 2008 AQ94  | 14 jan 2008 | Kitt Peak        | Spacewatch          | —         | MPC                           |
| 383814     | 2008 BE19  | 17 dez 2007 | Mount Lemmon     | Mount Lemmon Survey | —         | MPC                           |
| 383815     | 2008 BX52  | 16 jan 2008 | Kitt Peak        | Spacewatch          | —         | MPC                           |
| 383816     | 2008 CP32  | 2 fev 2008  | Kitt Peak        | Spacewatch          | —         | MPC                           |
| 383817     | 2008 CU72  | 9 fev 2008  | Saint-Sulpice    | B. Christophe       | —         | MPC                           |
| 383818     | 2008 CL106 | 9 fev 2008  | Mount Lemmon     | Mount Lemmon Survey | —         | MPC                           |
| 383819     | 2008 CT174 | 19 jan 2008 | Mount Lemmon     | Mount Lemmon Survey | —         | MPC                           |
| 383820     | 2008 DZ18  | 27 fev 2008 | Kitt Peak        | Spacewatch          | —         | MPC                           |
| 383821     | 2008 DN32  | 11 jan 2008 | Mount Lemmon     | Mount Lemmon Survey | —         | MPC                           |
| 383822     | 2008 DC48  | 28 fev 2008 | Mount Lemmon     | Mount Lemmon Survey | —         | MPC                           |
| 383823     | 2008 EE12  | 1 mar 2008  | Kitt Peak        | Spacewatch          | —         | MPC                           |
| 383824     | 2008 EY38  | 4 mar 2008  | Kitt Peak        | Spacewatch          | —         | MPC                           |
| 383825     | 2008 EG73  | 14 fev 2008 | Mount Lemmon     | Mount Lemmon Survey | —         | MPC                           |
| 383826     | 2008 ES83  | 12 fev 2008 | Mount Lemmon     | Mount Lemmon Survey | —         | MPC                           |
| 383827     | 2008 EU142 | 13 mar 2008 | Kitt Peak        | Spacewatch          | —         | MPC                           |
| 383828     | 2008 FK50  | 28 mar 2008 | Kitt Peak        | Spacewatch          | —         | MPC                           |
| 383829     | 2008 FB66  | 28 mar 2008 | Mount Lemmon     | Mount Lemmon Survey | —         | MPC                           |
| 383830     | 2008 FN66  | 28 mar 2008 | Kitt Peak        | Spacewatch          | —         | MPC                           |
| 383831     | 2008 FZ67  | 13 fev 2008 | Mount Lemmon     | Mount Lemmon Survey | —         | MPC                           |
| 383832     | 2008 FR69  | 28 mar 2008 | Kitt Peak        | Spacewatch          | —         | MPC                           |
| 383833     | 2008 FS99  | 30 mar 2008 | Kitt Peak        | Spacewatch          | —         | MPC                           |
| 383834     | 2008 FS102 | 30 mar 2008 | Kitt Peak        | Spacewatch          | —         | MPC                           |
| 383835     | 2008 FD132 | 16 mar 2008 | Kitt Peak        | Spacewatch          | Juno      | MPC                           |
| 383836     | 2008 GJ68  | 6 abr 2008  | Kitt Peak        | Spacewatch          | —         | MPC                           |
| 383837     | 2008 GV73  | 7 abr 2008  | Kitt Peak        | Spacewatch          | —         | MPC                           |
| 383838     | 2008 GA100 | 9 abr 2008  | Kitt Peak        | Spacewatch          | —         | MPC                           |
| 383839     | 2008 GM102 | 10 abr 2008 | Kitt Peak        | Spacewatch          | —         | MPC                           |
| 383840     | 2008 GT123 | 11 mar 2008 | Kitt Peak        | Spacewatch          | —         | MPC                           |
| 383841     | 2008 HP18  | 15 abr 2008 | Mount Lemmon     | Mount Lemmon Survey | —         | MPC                           |
| 383842     | 2008 JY2   | 30 jan 2008 | Mount Lemmon     | Mount Lemmon Survey | —         | MPC                           |
| 383843     | 2008 JA18  | 4 mai 2008  | Kitt Peak        | Spacewatch          | —         | MPC                           |
| 383844     | 2008 JD20  | 7 mai 2008  | Skylive          | F. Tozzi            | —         | MPC                           |
| 383845     | 2008 JE22  | 1 out 2005  | Mount Lemmon     | Mount Lemmon Survey | —         | MPC                           |
| 383846     | 2008 JN26  | 15 abr 2008 | Catalina         | CSS                 | —         | MPC                           |
| 383847     | 2008 JD38  | 4 mai 2008  | Kitt Peak        | Spacewatch          | —         | MPC                           |
| 383848     | 2008 KT10  | 29 mai 2008 | Mount Lemmon     | Mount Lemmon Survey | —         | MPC                           |
| 383849     | 2008 LM4   | 3 jun 2008  | Mount Lemmon     | Mount Lemmon Survey | —         | MPC                           |
| 383850     | 2008 OU1   | 16 jun 2008 | Catalina         | CSS                 | —         | MPC                           |
| 383851     | 2008 OQ6   | 25 jul 2008 | Siding Spring    | SSS                 | —         | MPC                           |
| 383852     | 2008 OF22  | 30 jul 2008 | Kitt Peak        | Spacewatch          | —         | MPC                           |
| 383853     | 2008 OO23  | 28 jul 2008 | Catalina         | CSS                 | —         | MPC                           |
| 383854     | 2008 PA2   | 3 ago 2008  | La Sagra         | Mallorca Obs.       | —         | MPC                           |
| 383855     | 2008 PO5   | 1 ago 2008  | La Sagra         | Mallorca Obs.       | —         | MPC                           |
| 383856     | 2008 PH12  | 10 ago 2008 | Črni Vrh         | Črni Vrh            | —         | MPC                           |
| 383857     | 2008 PQ17  | 10 ago 2008 | Dauban           | F. Kugel            | —         | MPC                           |
| 383858     | 2008 PD21  | 5 ago 2008  | Siding Spring    | SSS                 | —         | MPC                           |
| 383859     | 2008 QG    | 27 jan 2003 | Anderson Mesa    | LONEOS              | —         | MPC                           |
| 383860     | 2008 QB4   | 24 ago 2008 | Altschwendt      | W. Ries             | Phocaea   | MPC                           |
| 383861     | 2008 QU5   | 6 ago 2008  | Siding Spring    | SSS                 | —         | MPC                           |
| 383862     | 2008 QR24  | 30 ago 2008 | Dauban           | F. Kugel            | —         | MPC                           |
| 383863     | 2008 QO29  | 24 ago 2008 | La Sagra         | Mallorca Obs.       | —         | MPC                           |
| 383864     | 2008 QU44  | 23 ago 2008 | Siding Spring    | SSS                 | —         | MPC                           |
| 383865     | 2008 QE45  | 26 ago 2008 | Socorro          | LINEAR              | —         | MPC                           |
| 383866     | 2008 QO45  | 30 ago 2008 | Socorro          | LINEAR              | —         | MPC                           |
| 383867     | 2008 RZ23  | 30 ago 2008 | Socorro          | LINEAR              | —         | MPC                           |
| 383868     | 2008 RK25  | 5 set 2008  | Goodricke-Pigott | R. A. Tucker        | —         | MPC                           |
| 383869     | 2008 RA26  | 2 set 2008  | Dauban           | F. Kugel            | —         | MPC                           |
| 383870     | 2008 RJ36  | 2 set 2008  | Kitt Peak        | Spacewatch          | —         | MPC                           |
| 383871     | 2008 RF38  | 2 set 2008  | Kitt Peak        | Spacewatch          | —         | MPC                           |
| 383872     | 2008 RO49  | 7 fev 2006  | Catalina         | CSS                 | —         | MPC                           |
| 383873     | 2008 RZ50  | 3 set 2008  | Kitt Peak        | Spacewatch          | —         | MPC                           |
| 383874     | 2008 RX62  | 4 set 2008  | Kitt Peak        | Spacewatch          | —         | MPC                           |
| 383875     | 2008 RA64  | 4 set 2008  | Kitt Peak        | Spacewatch          | —         | MPC                           |
| 383876     | 2008 RF75  | 6 set 2008  | Catalina         | CSS                 | —         | MPC                           |
| 383877     | 2008 RM96  | 7 set 2008  | Mount Lemmon     | Mount Lemmon Survey | —         | MPC                           |
| 383878     | 2008 RW100 | 5 set 2008  | Kitt Peak        | Spacewatch          | —         | MPC                           |
| 383879     | 2008 RE108 | 9 set 2008  | Kitt Peak        | Spacewatch          | —         | MPC                           |
| 383880     | 2008 RQ108 | 10 set 2008 | Kitt Peak        | Spacewatch          | —         | MPC                           |
| 383881     | 2008 RO115 | 7 set 2008  | Mount Lemmon     | Mount Lemmon Survey | —         | MPC                           |
| 383882     | 2008 RJ129 | 9 set 2008  | Mount Lemmon     | Mount Lemmon Survey | —         | MPC                           |
| 383883     | 2008 RU136 | 4 set 2008  | Kitt Peak        | Spacewatch          | —         | MPC                           |
| 383884     | 2008 RT137 | 5 set 2008  | Kitt Peak        | Spacewatch          | —         | MPC                           |
| 383885     | 2008 RN139 | 7 set 2008  | Mount Lemmon     | Mount Lemmon Survey | —         | MPC                           |
| 383886     | 2008 RH140 | 9 set 2008  | Catalina         | CSS                 | —         | MPC                           |
| 383887     | 2008 RO142 | 7 set 2008  | Socorro          | LINEAR              | —         | MPC                           |
| 383888     | 2008 RB146 | 5 set 2008  | Socorro          | LINEAR              | —         | MPC                           |
| 383889     | 2008 SF1   | 21 set 2008 | Grove Creek      | F. Tozzi            | —         | MPC                           |
| 383890     | 2008 SM4   | 22 ago 2008 | Kitt Peak        | Spacewatch          | —         | MPC                           |
| 383891     | 2008 SV5   | 22 set 2008 | Socorro          | LINEAR              | —         | MPC                           |
| 383892     | 2008 SK6   | 22 set 2008 | Socorro          | LINEAR              | —         | MPC                           |
| 383893     | 2008 SR28  | 4 set 2008  | Kitt Peak        | Spacewatch          | —         | MPC                           |
| 383894     | 2008 ST30  | 20 set 2008 | Kitt Peak        | Spacewatch          | Chimaera  | MPC                           |
| 383895     | 2008 SG36  | 20 set 2008 | Kitt Peak        | Spacewatch          | —         | MPC                           |
| 383896     | 2008 SA41  | 20 set 2008 | Catalina         | CSS                 | —         | MPC                           |
| 383897     | 2008 ST44  | 20 set 2008 | Kitt Peak        | Spacewatch          | —         | MPC                           |
| 383898     | 2008 SQ45  | 20 set 2008 | Kitt Peak        | Spacewatch          | —         | MPC                           |
| 383899     | 2008 SD47  | 20 set 2008 | Kitt Peak        | Spacewatch          | —         | MPC                           |
| 383900     | 2008 SA52  | 20 set 2008 | Mount Lemmon     | Mount Lemmon Survey | —         | MPC                           |

## 383901–384000
| Designação | Designação | Descoberta  | Descoberta       | Descobridor(es)     | Categoria | Mais informações / Referência |
| Permanente | Provisória | Data        | Local            | Descobridor(es)     | Categoria | Mais informações / Referência |
| ---------- | ---------- | ----------- | ---------------- | ------------------- | --------- | ----------------------------- |
| 383901     | 2008 SN52  | 20 set 2008 | Mount Lemmon     | Mount Lemmon Survey | —         | MPC                           |
| 383902     | 2008 SC58  | 20 set 2008 | Kitt Peak        | Spacewatch          | —         | MPC                           |
| 383903     | 2008 SV66  | 21 set 2008 | Catalina         | CSS                 | —         | MPC                           |
| 383904     | 2008 SD69  | 4 set 2008  | Kitt Peak        | Spacewatch          | —         | MPC                           |
| 383905     | 2008 SQ72  | 22 set 2008 | Kitt Peak        | Spacewatch          | —         | MPC                           |
| 383906     | 2008 ST75  | 23 set 2008 | Mount Lemmon     | Mount Lemmon Survey | —         | MPC                           |
| 383907     | 2008 SP79  | 23 set 2008 | Mount Lemmon     | Mount Lemmon Survey | —         | MPC                           |
| 383908     | 2008 SE84  | 25 set 2008 | Dauban           | F. Kugel            | —         | MPC                           |
| 383909     | 2008 SC88  | 20 set 2008 | Catalina         | CSS                 | —         | MPC                           |
| 383910     | 2008 SK91  | 9 set 2008  | Mount Lemmon     | Mount Lemmon Survey | —         | MPC                           |
| 383911     | 2008 SN101 | 21 set 2008 | Kitt Peak        | Spacewatch          | —         | MPC                           |
| 383912     | 2008 ST114 | 22 set 2008 | Kitt Peak        | Spacewatch          | —         | MPC                           |
| 383913     | 2008 SP121 | 22 set 2008 | Mount Lemmon     | Mount Lemmon Survey | —         | MPC                           |
| 383914     | 2008 SX122 | 22 set 2008 | Mount Lemmon     | Mount Lemmon Survey | —         | MPC                           |
| 383915     | 2008 SZ125 | 22 set 2008 | Mount Lemmon     | Mount Lemmon Survey | —         | MPC                           |
| 383916     | 2008 SZ127 | 22 set 2008 | Kitt Peak        | Spacewatch          | —         | MPC                           |
| 383917     | 2008 SG128 | 22 set 2008 | Kitt Peak        | Spacewatch          | —         | MPC                           |
| 383918     | 2008 ST131 | 22 set 2008 | Kitt Peak        | Spacewatch          | —         | MPC                           |
| 383919     | 2008 SX145 | 22 set 2008 | Goodricke-Pigott | R. A. Tucker        | —         | MPC                           |
| 383920     | 2008 SM147 | 24 set 2008 | Bergisch Gladbac | W. Bickel           | —         | MPC                           |
| 383921     | 2008 SM152 | 24 set 2008 | Mount Lemmon     | Mount Lemmon Survey | —         | MPC                           |
| 383922     | 2008 SO162 | 28 set 2008 | Socorro          | LINEAR              | —         | MPC                           |
| 383923     | 2008 SE166 | 28 set 2008 | Socorro          | LINEAR              | —         | MPC                           |
| 383924     | 2008 SJ167 | 28 set 2008 | Socorro          | LINEAR              | —         | MPC                           |
| 383925     | 2008 SK173 | 22 set 2008 | Catalina         | CSS                 | Meliboea  | MPC                           |
| 383926     | 2008 SC174 | 22 set 2008 | Catalina         | CSS                 | —         | MPC                           |
| 383927     | 2008 SM175 | 27 dez 2000 | Kitt Peak        | Spacewatch          | —         | MPC                           |
| 383928     | 2008 SR188 | 25 set 2008 | Kitt Peak        | Spacewatch          | —         | MPC                           |
| 383929     | 2008 ST192 | 25 set 2008 | Kitt Peak        | Spacewatch          | —         | MPC                           |
| 383930     | 2008 SB194 | 25 set 2008 | Kitt Peak        | Spacewatch          | —         | MPC                           |
| 383931     | 2008 SM199 | 26 set 2008 | Kitt Peak        | Spacewatch          | —         | MPC                           |
| 383932     | 2008 SE200 | 26 set 2008 | Kitt Peak        | Spacewatch          | —         | MPC                           |
| 383933     | 2008 SU201 | 26 set 2008 | Kitt Peak        | Spacewatch          | —         | MPC                           |
| 383934     | 2008 SJ203 | 26 set 2008 | Kitt Peak        | Spacewatch          | —         | MPC                           |
| 383935     | 2008 SA218 | 30 set 2008 | Kitt Peak        | Spacewatch          | —         | MPC                           |
| 383936     | 2008 SW219 | 1 nov 1999  | Kitt Peak        | Spacewatch          | —         | MPC                           |
| 383937     | 2008 SP221 | 25 set 2008 | Mount Lemmon     | Mount Lemmon Survey | —         | MPC                           |
| 383938     | 2008 SU228 | 15 dez 2004 | Kitt Peak        | Spacewatch          | —         | MPC                           |
| 383939     | 2008 SV239 | 21 set 2008 | Kitt Peak        | Spacewatch          | —         | MPC                           |
| 383940     | 2008 SO240 | 29 set 2008 | Kitt Peak        | Spacewatch          | —         | MPC                           |
| 383941     | 2008 SL244 | 26 set 2008 | Kitt Peak        | Spacewatch          | —         | MPC                           |
| 383942     | 2008 SZ258 | 23 set 2008 | Catalina         | CSS                 | —         | MPC                           |
| 383943     | 2008 SR260 | 23 set 2008 | Catalina         | CSS                 | —         | MPC                           |
| 383944     | 2008 SX263 | 24 set 2008 | Mount Lemmon     | Mount Lemmon Survey | —         | MPC                           |
| 383945     | 2008 ST268 | 29 set 2008 | Catalina         | CSS                 | —         | MPC                           |
| 383946     | 2008 SU268 | 29 set 2008 | Catalina         | CSS                 | —         | MPC                           |
| 383947     | 2008 SF272 | 30 set 2008 | Mount Lemmon     | Mount Lemmon Survey | —         | MPC                           |
| 383948     | 2008 SH274 | 19 set 2008 | Kitt Peak        | Spacewatch          | —         | MPC                           |
| 383949     | 2008 SG281 | 29 set 2008 | Mount Lemmon     | Mount Lemmon Survey | —         | MPC                           |
| 383950     | 2008 SG286 | 22 set 2008 | Kitt Peak        | Spacewatch          | Eos       | MPC                           |
| 383951     | 2008 SK306 | 28 set 2008 | Mount Lemmon     | Mount Lemmon Survey | —         | MPC                           |
| 383952     | 2008 SH307 | 29 set 2008 | Mount Lemmon     | Mount Lemmon Survey | —         | MPC                           |
| 383953     | 2008 TV    | 2 out 2008  | Great Shefford   | P. Birtwhistle      | Eos       | MPC                           |
| 383954     | 2008 TG1   | 1 out 2008  | Antares          | ARO                 | —         | MPC                           |
| 383955     | 2008 TE6   | 22 set 2008 | Mount Lemmon     | Mount Lemmon Survey | —         | MPC                           |
| 383956     | 2008 TA7   | 3 out 2008  | La Sagra         | Mallorca Obs.       | —         | MPC                           |
| 383957     | 2008 TE8   | 4 out 2008  | La Sagra         | Mallorca Obs.       | —         | MPC                           |
| 383958     | 2008 TL22  | 1 out 2008  | Kitt Peak        | Spacewatch          | —         | MPC                           |
| 383959     | 2008 TP32  | 1 out 2008  | Kitt Peak        | Spacewatch          | —         | MPC                           |
| 383960     | 2008 TM34  | 1 out 2008  | Kitt Peak        | Spacewatch          | —         | MPC                           |
| 383961     | 2008 TD36  | 1 out 2008  | Mount Lemmon     | Mount Lemmon Survey | —         | MPC                           |
| 383962     | 2008 TH39  | 1 out 2008  | Kitt Peak        | Spacewatch          | —         | MPC                           |
| 383963     | 2008 TC41  | 1 out 2008  | Mount Lemmon     | Mount Lemmon Survey | —         | MPC                           |
| 383964     | 2008 TP44  | 1 out 2008  | Mount Lemmon     | Mount Lemmon Survey | —         | MPC                           |
| 383965     | 2008 TE47  | 1 out 2008  | Kitt Peak        | Spacewatch          | —         | MPC                           |
| 383966     | 2008 TQ51  | 2 out 2008  | Kitt Peak        | Spacewatch          | —         | MPC                           |
| 383967     | 2008 TZ55  | 2 out 2008  | Kitt Peak        | Spacewatch          | —         | MPC                           |
| 383968     | 2008 TT57  | 2 out 2008  | Kitt Peak        | Spacewatch          | —         | MPC                           |
| 383969     | 2008 TU57  | 2 out 2008  | Kitt Peak        | Spacewatch          | —         | MPC                           |
| 383970     | 2008 TU63  | 2 out 2008  | Kitt Peak        | Spacewatch          | —         | MPC                           |
| 383971     | 2008 TC68  | 2 out 2008  | Kitt Peak        | Spacewatch          | —         | MPC                           |
| 383972     | 2008 TF83  | 3 out 2008  | Kitt Peak        | Spacewatch          | —         | MPC                           |
| 383973     | 2008 TL88  | 3 out 2008  | Kitt Peak        | Spacewatch          | —         | MPC                           |
| 383974     | 2008 TA92  | 23 set 2008 | Catalina         | CSS                 | —         | MPC                           |
| 383975     | 2008 TM99  | 24 set 2008 | Kitt Peak        | Spacewatch          | —         | MPC                           |
| 383976     | 2008 TP102 | 6 out 2008  | Kitt Peak        | Spacewatch          | —         | MPC                           |
| 383977     | 2008 TK105 | 6 out 2008  | Kitt Peak        | Spacewatch          | —         | MPC                           |
| 383978     | 2008 TK106 | 6 out 2008  | Kitt Peak        | Spacewatch          | —         | MPC                           |
| 383979     | 2008 TO106 | 20 set 2008 | Kitt Peak        | Spacewatch          | —         | MPC                           |
| 383980     | 2008 TB115 | 6 out 2008  | Catalina         | CSS                 | —         | MPC                           |
| 383981     | 2008 TS115 | 6 out 2008  | Catalina         | CSS                 | —         | MPC                           |
| 383982     | 2008 TJ116 | 6 out 2008  | Catalina         | CSS                 | —         | MPC                           |
| 383983     | 2008 TA122 | 7 out 2008  | Catalina         | CSS                 | —         | MPC                           |
| 383984     | 2008 TE122 | 7 out 2008  | Catalina         | CSS                 | —         | MPC                           |
| 383985     | 2008 TT130 | 8 out 2008  | Mount Lemmon     | Mount Lemmon Survey | —         | MPC                           |
| 383986     | 2008 TU132 | 8 out 2008  | Mount Lemmon     | Mount Lemmon Survey | —         | MPC                           |
| 383987     | 2008 TY139 | 8 out 2008  | Mount Lemmon     | Mount Lemmon Survey | —         | MPC                           |
| 383988     | 2008 TQ154 | 9 out 2008  | Kitt Peak        | Spacewatch          | —         | MPC                           |
| 383989     | 2008 TX160 | 2 out 2008  | Kitt Peak        | Spacewatch          | —         | MPC                           |
| 383990     | 2008 TA161 | 6 out 2008  | Kitt Peak        | Spacewatch          | —         | MPC                           |
| 383991     | 2008 TP163 | 1 out 2008  | Kitt Peak        | Spacewatch          | —         | MPC                           |
| 383992     | 2008 TJ165 | 2 out 2008  | Mount Lemmon     | Mount Lemmon Survey | —         | MPC                           |
| 383993     | 2008 TR165 | 4 out 2008  | Mount Lemmon     | Mount Lemmon Survey | —         | MPC                           |
| 383994     | 2008 TG166 | 6 out 2008  | Mount Lemmon     | Mount Lemmon Survey | —         | MPC                           |
| 383995     | 2008 TG169 | 7 out 2008  | Kitt Peak        | Spacewatch          | —         | MPC                           |
| 383996     | 2008 TL180 | 7 set 2008  | Catalina         | CSS                 | —         | MPC                           |
| 383997     | 2008 UO2   | 22 out 2008 | Goodricke-Pigott | R. A. Tucker        | —         | MPC                           |
| 383998     | 2008 UH10  | 17 out 2008 | Kitt Peak        | Spacewatch          | —         | MPC                           |
| 383999     | 2008 UR11  | 17 out 2008 | Kitt Peak        | Spacewatch          | —         | MPC                           |
| 384000     | 2008 UJ13  | 17 out 2008 | Kitt Peak        | Spacewatch          | —         | MPC                           |